# Kazincbarcika
Kazincbarcika észak-magyarországi város Borsod-Abaúj-Zemplén vármegyében. Miskolc és Ózd után a megye harmadik legnagyobb települése. A Kazincbarcikai járás székhelye.

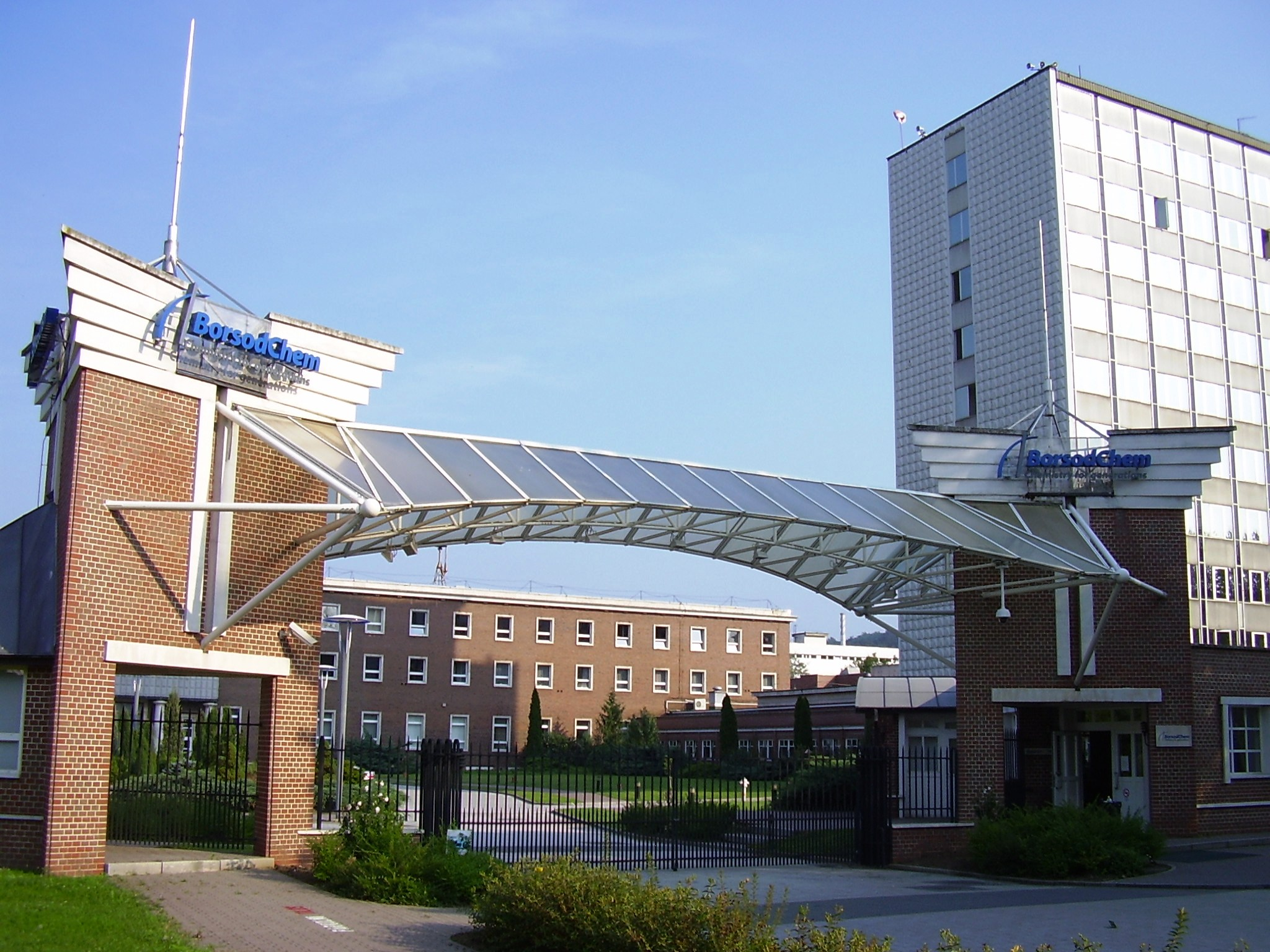
A BorsodChem Rt. főbejárata 2014-ben

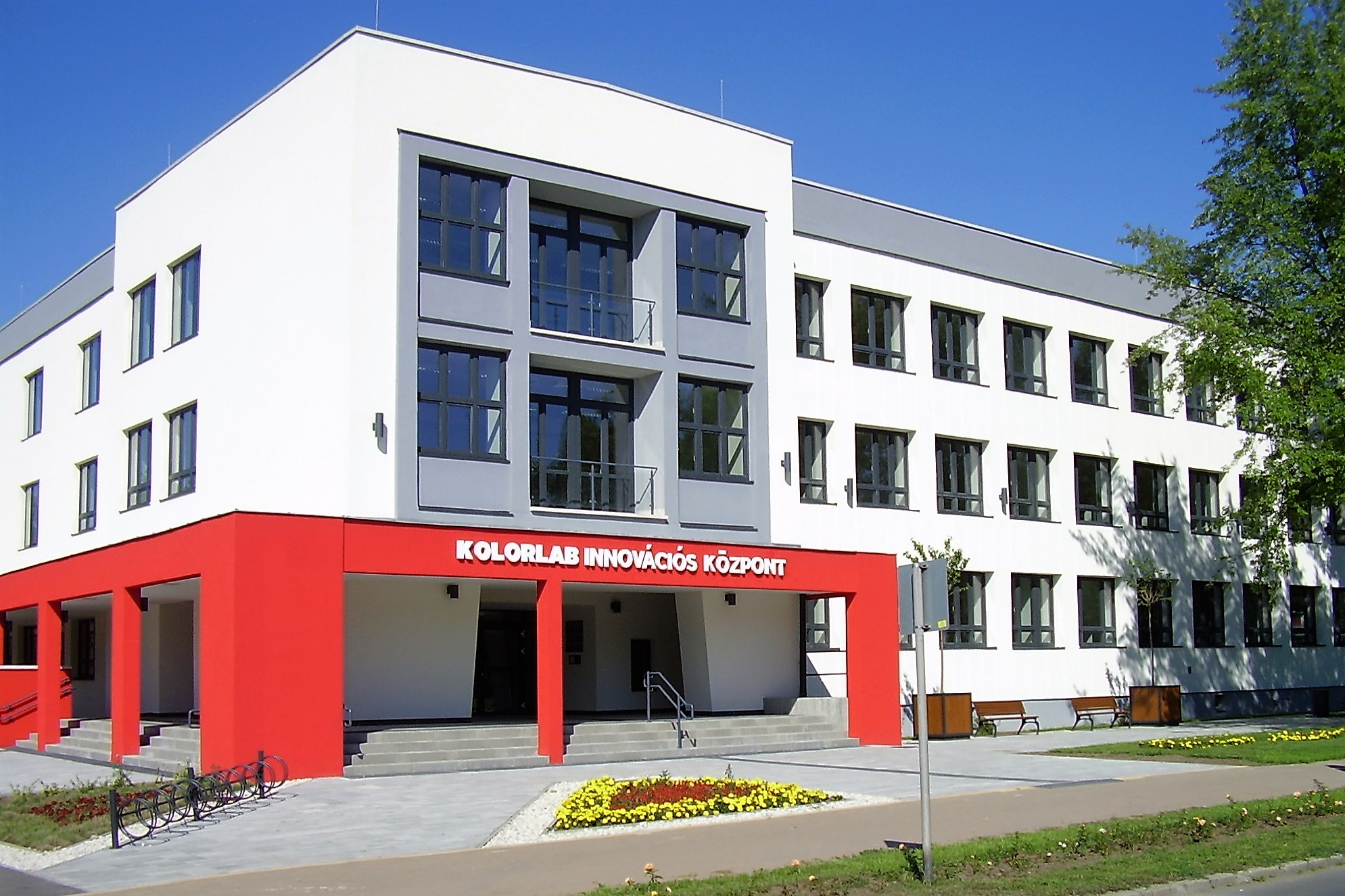
A KOLORLAB Innovációs Központ 2017-ben

Várossá növekedését a második világháború után megindult iparosodásnak köszönheti. Elődjei ipari jellegű települések, Sajókazinc bányászfalu és az 1920-as évek óta erőműnek otthont adó Barcika. Az 1947-ben összevont két település mai nevét a rákövetkező évben vette fel. 1954-ben városi rangot kapott és újabb falut csatoltak hozzá, Berentét. Ekkor már tizenegyezer lakosa volt Kazincbarcikának, ez húsz éven belül megháromszorozódott, köszönhetően legnagyobb munkaadójának, a sok munkaerőt vonzó Borsodi Vegyi Kombinátnak, ami BorsodChem Rt. néven ma is a régió egyik legjelentősebb cége. A rendszerváltás körüli éveket Kazincbarcika az iparvárosok nagy részéhez hasonlóan megsínylette, de sikerült talpra állnia. 1999-ben Berente levált a városról.

## Fekvése
A borsodi iparvidéken fekszik, a Sajó völgyében, a megyeszékhely Miskolctól 24 kilométerre észak-északnyugatra.
A szomszédos települések: észak felől Szuhakálló, északkelet felől Múcsony, kelet felől Berente, délkelet felől Alacska, dél felől Kondó, délnyugat felől Tardona és Dédestapolcsány, nyugat felől Bánhorváti, Nagybarca és Sajóivánka, északnyugat felől pedig Sajókaza.

### Megközelítése
Legfontosabb közúti megközelítési útvonala a Sajó völgyén, s így a város belterületén is végighúzódó 26-os főút. Múcsonnyal a 2606-os út, Tardonával és azon keresztül Dédestapolcsánnyal pedig a 25 127-es számú mellékút köti össze.
A hazai vasútvonalak közül a Miskolc–Bánréve–Ózd-vasútvonal érinti, melynek két megállási pontja van a területén: Miskolc felől előbb Kazincbarcika alsó megállóhely, a belterület északkeleti szélén, a 2606-os út vasúti keresztezése mellett, valamint Kazincbarcika vasútállomás, a belterület északnyugati részén, melynek közúti elérését csak önkormányzati utak biztosítják.

## Története
Kazincbarcika, mint a neve is mutatja, több település összeolvadásából jött létre.
Sajókazincot 1240-ben említették először Kazincz néven. Ekkor a Rátót nemzetséghez tartozó Kazai Kakas család birtoka volt. A Kazai Kakas család ősi fészke Kazán volt, uradalma azonban Kazán kívül kiterjedt még Kazincz, Igrici, Galgócz és Divény helységekre is.
A 19. századig agrárjellegű település volt, majd 1850-től, a szénbánya megnyitásától kezdve az iparra helyeződött a hangsúly. Barcika Alsó- és Felsőbarcika összeolvadásából jött létre, és bár itt is nyitottak bányát a 19. század végén, itt az ipari jelleg mindvégig másodlagos maradt a mezőgazdaság mellett. Az 1920-as évek elején azonban erőmű épült, mely egész Dél-Borsodot ellátta árammal, így Barcika is vonzani kezdte a munkaerőt.
A második világháború utáni iparosodás idején a két település egyre nagyobb jelentőségre tett szert és még inkább növekedésnek indult. 1947-ben hivatalosan is összevonták őket, egyelőre Sajókazinc néven, majd a kialakult nagyközség 1948-ban felvette a Kazincbarcika nevet. 1954-ben városi rangot kapott, ugyanebben az évben a bővülő település magába olvasztotta Berente községet. Ekkor már 11 000 embernél is több lakosa lett.
Az 1960-as években Kazincbarcika tovább fejlődött, a Borsodi Vegyi Kombinát vonzotta a munkaerőt és aktívan részt vett a város fejlesztésében. Az 1970-es években a lakosság létszáma elérte a harmincezer főt.
Az 1980-as években a bányászat és az ipar is válságba került, s a rendszerváltás éveiben ez csak fokozódott. A munkanélküliség Kazincbarcikán is jelentős méreteket öltött. A kilencvenes évek közepétől, úgy tűnik, a város a legnehezebb időket már maga mögött tudta és lassan újra fejlődésnek indulhatott. A Borsodi Vegyi Kombinát helyén a BorsodChem Rt. működik. A BorsodChem Zrt. a régió egyik meghatározó cége. Tevékenységi köre műanyagalapanyag-gyártás és -feldolgozás, izocianát-gyártás. Dolgozói létszáma 2014-ben meghaladta a 2500 főt.
1999-ben Berente levált a városról és önálló községgé alakult.
| Főbb közigazgatás-történeti adatok 1900 óta | Főbb közigazgatás-történeti adatok 1900 óta          |
| ------------------------------------------- | ---------------------------------------------------- |
| Megalakulása                                |                                                      |
| 1947                                        | Barcika és Sajókazinc egyesülése Sajókazinc néven    |
| Neve                                        |                                                      |
| 1947–1948                                   | Sajókazinc                                           |
| 1948 óta                                    | Kazincbarcika                                        |
| Rangja                                      |                                                      |
| 1947–1950                                   | kisközség, körjegyzőségi székhely                    |
| 1950–1954                                   | önálló tanácsú község                                |
| 1954–1971                                   | járási jogú város                                    |
| 1971 óta                                    | város                                                |
| Hozzá tartozó települések                   |                                                      |
| 1947 óta                                    | Barcika, Sajókazinc                                  |
| 1954–1999                                   | Berente                                              |
| Területi beosztása                          |                                                      |
| 1947–1950                                   | Borsod-Gömör vármegye, Sajószentpéteri járás         |
| 1950–1954                                   | Borsod-Abaúj-Zemplén megye, Putnoki járás            |
| 1954 óta                                    | Borsod-Abaúj-Zemplén megye                           |
| 1994 óta                                    | Borsod-Abaúj-Zemplén megye, Kazincbarcikai kistérség |
| Központi szerepköre                         |                                                      |
| 1980–1990                                   | Kazincbarcikai városkörnyék központja                |
| 1994 óta                                    | Kazincbarcikai kistérség központja                   |

## Népesség
| Lakosok száma | 28 249 | 27 892 | 26 706 | 26 337 | 24 371 | 24 373 | 23 990 |
|               | 2013   | 2014   | 2017   | 2018   | 2022   | 2023   | 2024   |

A 2011-es népszámlálás során a lakosok 87,8%-a magyarnak, 2,9% cigánynak, 0,2% lengyelnek, 0,5% németnek mondta magát (12,1% nem nyilatkozott; a kettős identitások miatt a végösszeg nagyobb lehet 100%-nál). A vallási megoszlás a következő volt: római katolikus 21,8%, református 18,2%, görögkatolikus 3,8%, evangélikus 0,5%, felekezeten kívüli 27,2% (26,9% nem nyilatkozott).
2022-ben a lakosság 88,6%-a vallotta magát magyarnak, 0,8% cigánynak, 0,5% németnek, 0,2% lengyelnek, 0,1-0,1% bolgárnak, ruszinnak, ukránnak, szlováknak és románnak, 2,6% egyéb, nem hazai nemzetiségűnek (11,2% nem nyilatkozott; a kettős identitások miatt a végösszeg nagyobb lehet 100%-nál). Vallásuk szerint 15% volt római katolikus, 15,2% református, 3,8% görög katolikus, 0,9% egyéb keresztény, 0,5% evangélikus, 19,2% felekezeten kívüli (44,8% nem válaszolt).

## Közélete

### Tanácselnökei a rendszerváltásig

A város régi címere

| Név                   | Időszak                                |
| --------------------- | -------------------------------------- |
| Bojkó József          | 1954. március 20. – 1956. március 30.  |
| Juhász Sándor         | 1956. április 1. – 1956. november 9.   |
| Szép József           | 1956. november 9. – 1957. március vége |
| Szabó János           | 1957. március vége – 1963. március 1.  |
| dr. Csikós Istvánné   | 1963. március 1. – 1968. augusztus 31. |
| Takács István         | 1968. szeptember 1. – 1989. április 1. |
| Rádóné Gyárfás Ildikó | 1989. április 1. – 1990. október 24.   |

### Polgármesterei a rendszerváltás után
| Név               | Párt                       | Terminus  | Megjegyzés / Források |
| ----------------- | -------------------------- | --------- | --- |
| Ludányi Attila    | Fidesz                     | 1990–1994 | Az 1990-es polgármester-választásról a Nemzeti Választási Iroda publikus nyilvántartásából csak annak végeredménye állapítható meg.                                       |
| Dr. Király Bálint | MSZP-MSZDP-KVFE            | 1994–2006 | Az 1994. december 11-én megtartott választáson a 8803 érvényesen leadott szavazatból, hat jelölt közül 3094 szavazatot szerzett meg, amivel 35,15 %-os eredményt ért el.  |
| Dr. Király Bálint | MSZP                       | 1994–2006 | Az 1998. október 18-án megtartott választáson a 10 209 érvényesen leadott szavazatból, öt jelölt közül 5273 szavazatot szerzett meg, amivel 51,65 %-os eredményt ért el.  |
| Dr. Király Bálint | MSZP                       | 1994–2006 | A 2002. október 20-án megtartott választáson a 9079 érvényesen leadott szavazatból, öt jelölt közül 5887 szavazatot szerzett meg, amivel 64,84 %-os eredményt ért el.     |
| Szitka Péter      | MSZP                       | 2006–     | A 2006. október 1-jén megtartott választáson a 10 527 érvényesen leadott szavazatból, öt jelölt közül 5613 szavazatot szerzett meg, amivel 53,32 %-os eredményt ért el.   |
| Szitka Péter      | MSZP                       | 2006–     | A 2010. október 3-án megtartott választáson a 10 691 érvényesen leadott szavazatból, négy jelölt közül 5336 szavazatot szerzett meg, amivel 49,91 %-os eredményt ért el.  |
| Szitka Péter      | MSZP                       | 2006–     | A 2014. október 12-én megtartott választáson a 10 691 érvényesen leadott szavazatból, négy jelölt közül 5336 szavazatot szerzett meg, amivel 49,91 %-os eredményt ért el. |
| Szitka Péter      | MSZP-Párbeszéd-DK-Momentum | 2006–     | A 2019. október 13-án megtartott választáson a 8806 érvényesen leadott szavazatból, négy jelölt közül 6515 szavazatot szerzett meg, amivel 73,98 %-os eredményt ért el.   |
| Szitka Péter      | MSZP-DK-Momentum-Párbeszéd | 2006–     | A 2024. június 9-én megtartott választáson a 9814 érvényesen leadott szavazatból, négy jelölt közül 5937 szavazatot szerzett meg, amivel 60,50 %-os eredményt ért el.     |

### A 2024-es önkormányzati választás eredménye
- A polgármester-választás eredménye[17]

| Jelölt neve                          | Jelölő szervezet(ek) | Jelölő szervezet(ek)                     | Szavazatok száma | Szavazatok aránya |
| ------------------------------------ | -------------------- | ---------------------------------------- | ---------------- | ----------------- |
| Szitka Péter                         |                      | MSZP – DK – Momentum – Párbeszéd- ZÖLDEK | 5937             | 60,50%            |
| Mérten János                         |                      | Városvédő Egyesület                      | 1880             | 19,16%            |
| Szeifert Lajos                       |                      | Fidesz – KDNP                            | 1319             | 13,44%            |
| Csernikovicsné Dr. Fiszter Zsuzsanna |                      | Mi Hazánk                                | 678              | 6,91%             |
| Összesen                             |                      |                                          | 9814             | 100%              |

- A képviselőtestület-választás eredménye[18]

| Párt | Párt                                     | Mandátumok | Képviselő-testület | Képviselő-testület | Képviselő-testület | Képviselő-testület | Képviselő-testület | Képviselő-testület | Képviselő-testület | Képviselő-testület | Képviselő-testület |
| ---- | ---------------------------------------- | ---------- | ------------------ | ------------------ | ------------------ | ------------------ | ------------------ | ------------------ | ------------------ | ------------------ | ------------------ |
|      | MSZP – DK – Momentum – Párbeszéd- ZÖLDEK | 8          | P                  |                    |                    |                    |                    |                    |                    |                    |                    |
|      | Városvédő Egyesület                      | 2          |                    |                    |                    |                    |                    |                    |                    |                    |                    |
|      | Fidesz – KDNP                            | 1          |                    |                    |                    |                    |                    |                    |                    |                    |                    |
|      | Mi Hazánk                                | 1          |                    |                    |                    |                    |                    |                    |                    |                    |                    |

## Közlekedés

### Kerékpárút-hálózat
2011-ben indult Kazincbarcika kerékpárút-hálózatának bővítése. A fejlesztés első szakasza a már meglévő kerékpárúthoz szervesen illeszkedve a BorsodChem Zrt. főbejáratától az Irinyi János Református Oktatási Központig, valamint a Jószerencsét úton az Egressy úti körforgalomig tartott. A második vonal a Jószerencsét úttól a Mátyás király úton át a Herbolyai út becsatlakozásáig épült ki, ezt a vonalat a Herbolyai út-Tárna út közötti szakasz követte.
A Jószerencsét út-Építők útja-Tardonai út-Mátyás király út nyomvonalán épült kerékpárút a város belterületének biztonságos kerékpáros forgalmát oldotta meg, ugyanakkor csatlakozási lehetőséget nyújt a korábbi szakaszokhoz is. A kerékpárutat a közúttól elválasztva, külön nyomvonalon vezetve, ám helyenként eltérő technikával építették ki. Az összesen 3,2 kilométer hosszúságú második ütem építése 2014 tavaszán ért véget. Az Új Széchenyi Terv keretében megvalósuló projektre több mint 100 millió forintot nyert Kazincbarcika városa.
A Nemzeti Fejlesztési Minisztérium és a Kerékpáros Magyarország Szövetség „Kerékpárosbarát” pályázatán Kazincbarcika egyike lett annak az ötvenöt önkormányzatnak, amely díjat kapott 2016-ban. A pályázati anyagban a jelenleg meglévő kerékpárút-hálózat és az ahhoz kapcsolódó létesítmények, valamint a jövőbeni kerékpárosközlekedés-fejlesztési tervek kerültek bemutatásra.

## Közintézményei

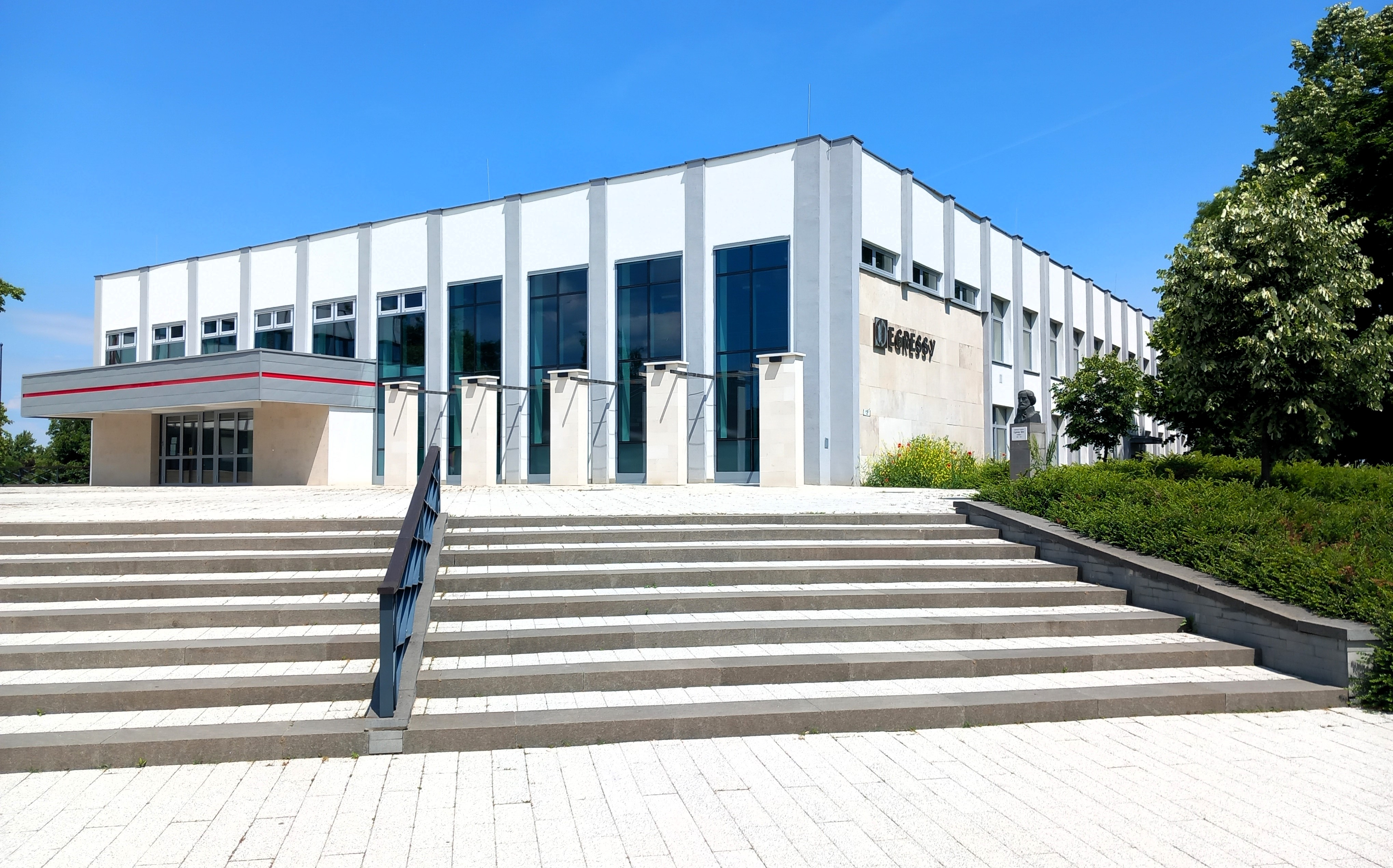
Egressy Béni Művelődési Központ (2025)

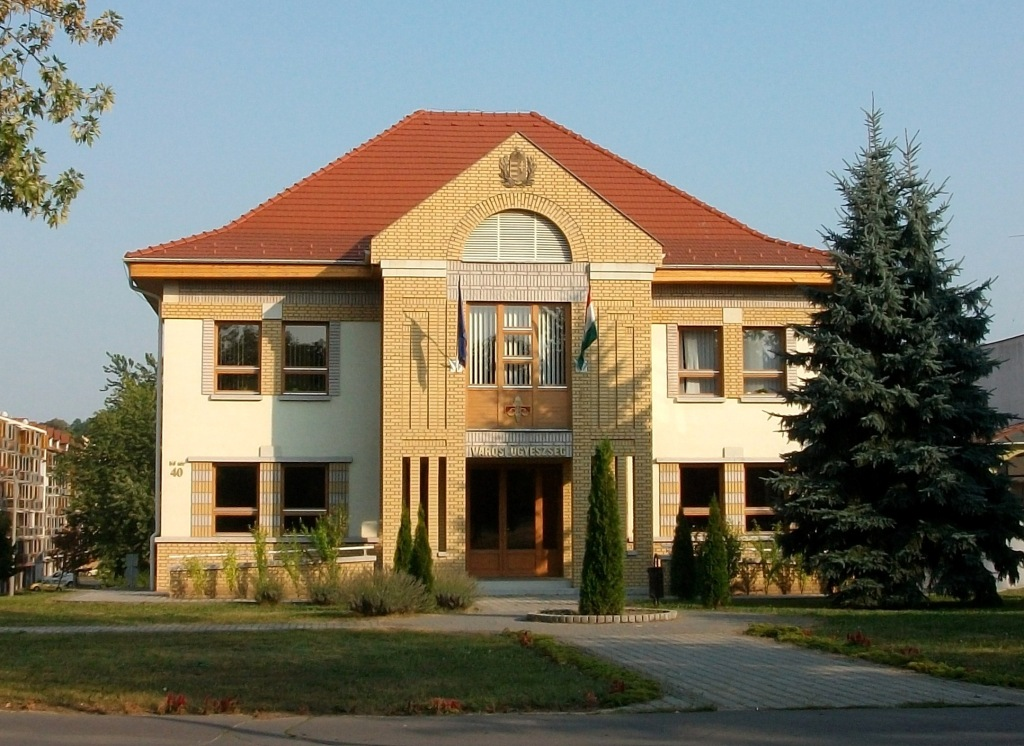
Járási Ügyészség

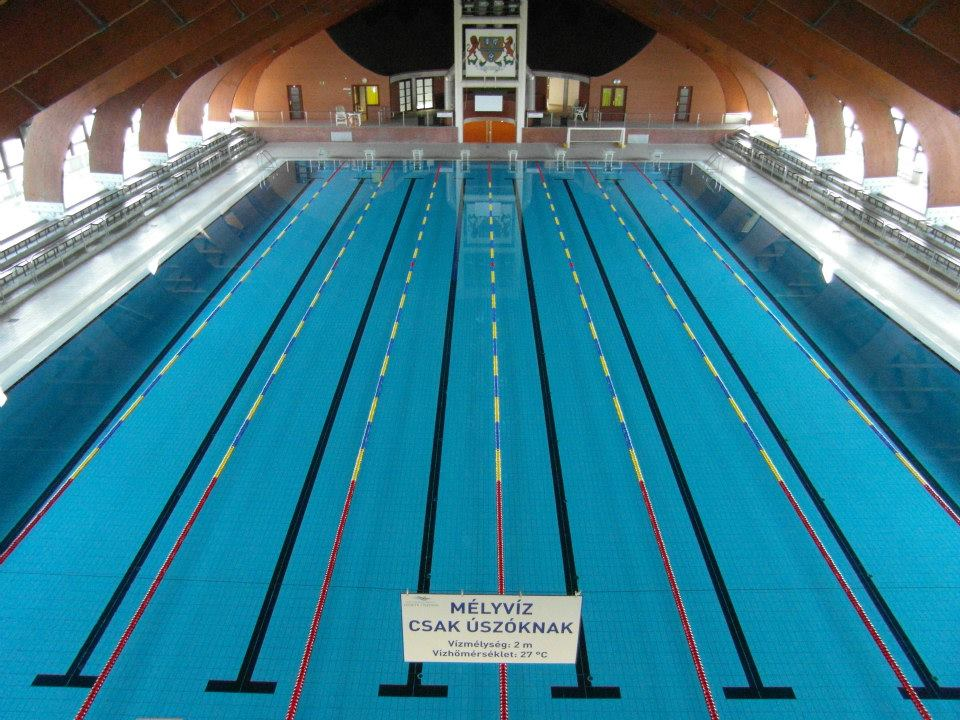
Kazincbarcikai Fedett Uszoda

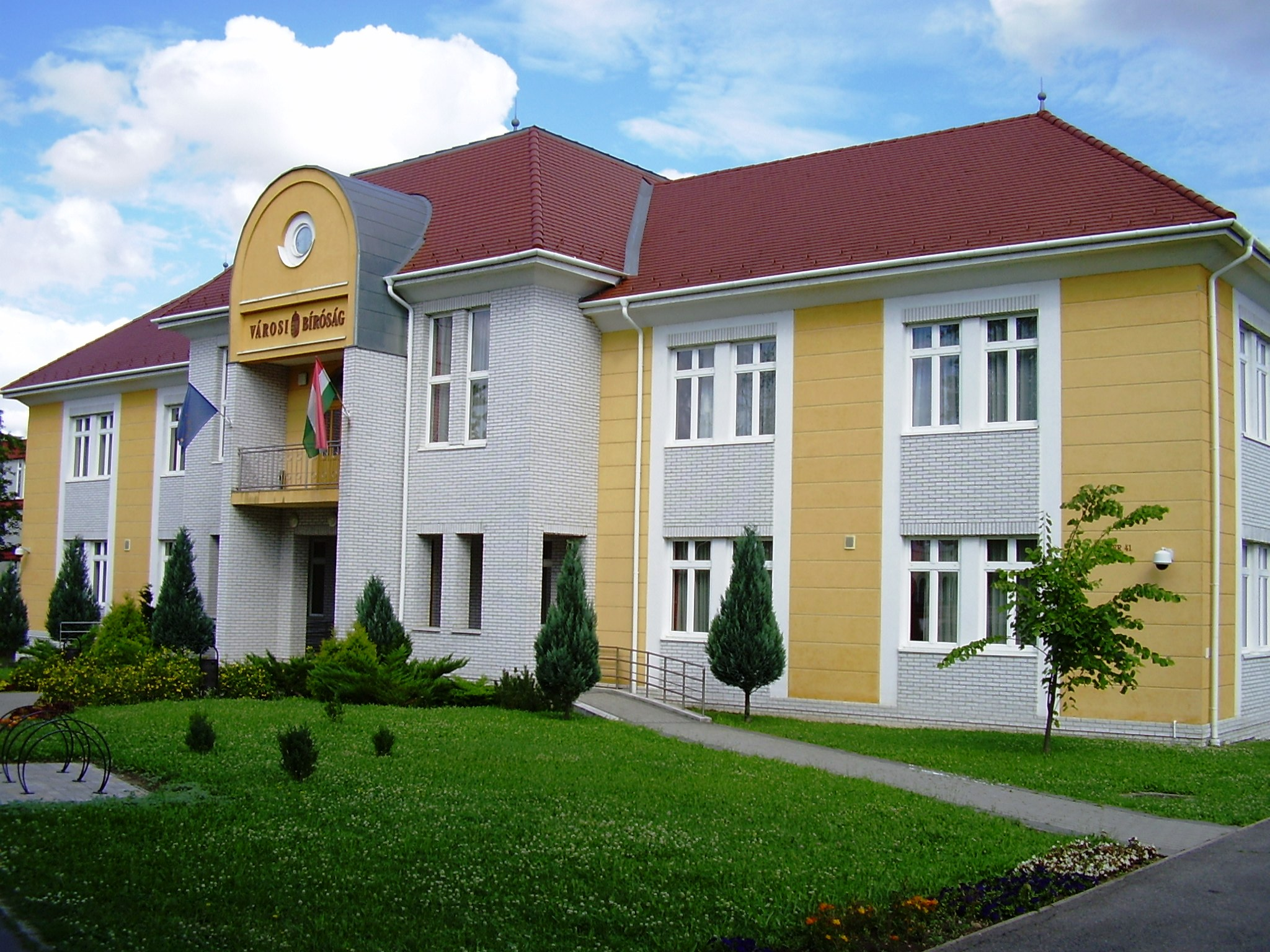
Városi Bíróság

| * ÁNTSZ Kazincbarcikai Kistérségi Intézete (Egressy Béni út 34-36.)                                        | é. sz. 48,250701°, k. h. 20,620917°48.250701°N 20.620917°E |
| * Barcika Centrum Kft. (Eszperantó út 2.)                                                                  | |
| * Barcika Szolg Kft. (Eszperantó út 2.)                                                                    | |
| * Barcika Park Nonprofit Kft. (Kuruc út 9.)                                                                | |
| * Barcika Príma Kft. (Egressy tér 3.)                                                                      | |
| * Barcika Art Kft. (Fő tér 5.)                                                                             | |
| * TH Timpanon Kft. (Munkácsy tér 1.)                                                                       | |
| * Kazincbarcikai Kórház Nonprofit Kft. (Május 1. út 56.)                                                   | é. sz. 48,254638°, k. h. 20,618875°48.254638°N 20.618875°E |
| * Egressy Béni Művelődési Központ (Fő tér 5.)                                                              | é. sz. 48,254064°, k. h. 20,624054°48.254064°N 20.624054°E |
| * Egységes Kistérségi Pedagógiai Szakszolgálat Központ (Építők útja 15.)                                   | é. sz. 48,250452°, k. h. 20,616958°48.250452°N 20.616958°E |
| * Járási Ügyészség (Fő tér 40.)                                                                            | |
| * Kazincbarcikai Fedett Uszoda Archiválva 2014. január 22-i dátummal a Wayback Machine-ben (Hadak útja 3.) | é. sz. 48,252184°, k. h. 20,645618°48.252184°N 20.645618°E |
| * Megyei Munkaügyi Központ Kirendeltsége (Tóth Árpád út 2.)                                                | |
| * Mezey István Művészeti Központ                                                                           | |
| * Műjégpálya (Hadak útja 1.)                                                                               | é. sz. 48,251847°, k. h. 20,647425°48.251847°N 20.647425°E |
| * Polgári Védelmi Kirendeltség (Rákóczi tér 4.)                                                            | é. sz. 48,249058°, k. h. 20,618437°48.249058°N 20.618437°E |
| * Polgármesteri Hivatal (Fő tér 4.)                                                                        | é. sz. 48,253962°, k. h. 20,623697°48.253962°N 20.623697°E |
| * Szociális Szolgáltató Központ (Építők útja 13-15.)                                                       | é. sz. 48,250452°, k. h. 20,616958°48.250452°N 20.616958°E |
| * Városi Bíróság (Fő tér 41.)                                                                              | |
| * Városi Sporttelep (Akácfa út 1.)                                                                         | é. sz. 48,244344°, k. h. 20,614552°48.244344°N 20.614552°E é. sz. 48,242254°, k. h. 20,613754°48.242254°N 20.613754°E é. sz. 48,242378°, k. h. 20,610464°48.242378°N 20.610464°E é. sz. 48,244517°, k. h. 20,609369°48.244517°N 20.609369°E |
| * Városi Tűzoltóság (Szent Flórián tér 4.)                                                                 | é. sz. 48,250856°, k. h. 20,647648°48.250856°N 20.647648°E |

## Oktatási intézményei

### Óvoda

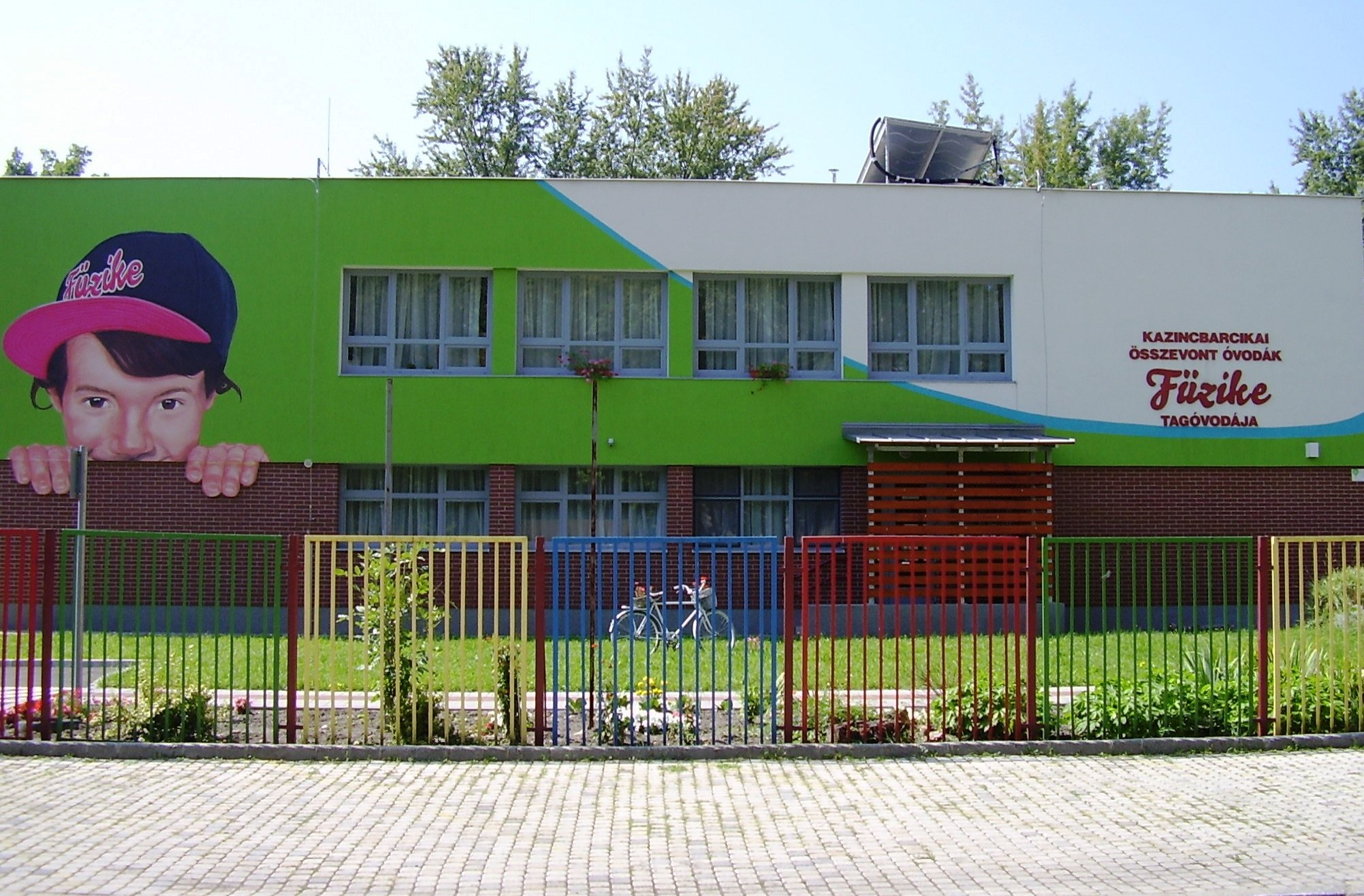
Kazincbarcikai Összevont Óvodák Füzike Tagóvodája

- Kazincbarcikai Összevont Óvodák
  - Székhely Óvoda (Csokonai út. 1.)
  - Nefelejcs (Alsóvárosi Körúti) Tagóvoda (Alsóvárosi krt. 44.)
  - Eszterlánc (Építők Úti) Tagóvoda (Építők útja 2.)
  - Százszorszép (Kertvárosi) Tagóvoda (Akácfa út. 12.)
  - Füzike Tagóvoda (Mátyás király út. 10/A)
  - Mesevár Tagóvoda (Pollack Mihály út 7.)
  - Napsugár Tagóvoda (Jószerencsét út 4.)
  - Sajókazai Napköziotthonos Tagóvoda (Sajóivánka, Kossuth Lajos utca 26.)
  - Szuhakállói Zöld Titkok Kastély Napköziotthonos Tagóvoda (Szuhakálló, Bajcsy-Zsilinszky út 37.)

### Általános iskola
- Kazincbarcikai Pollack Mihály Általános Iskola Archiválva 2015. november 9-i dátummal a Wayback Machine-ben

Tagiskolái:
- - Ádám Jenő Tagiskola
  - Árpád Fejedelem Tagiskola
  - Gárdonyi Géza Tagiskola (Szuhakálló)
  - Kazinczy Ferenc Tagiskola

### Művészeti iskola
- Kazincbarcikai Kodály Zoltán Alapfokú Művészeti Iskola

### Középiskolák
- Ózdi SZC Surányi Endre Technikum, Szakképző Iskola és Kollégium
- Ózdi SZC Deák Ferenc Technikum és Szakképző Iskola

### Egyházi fenntartású oktatási és sportintézmények

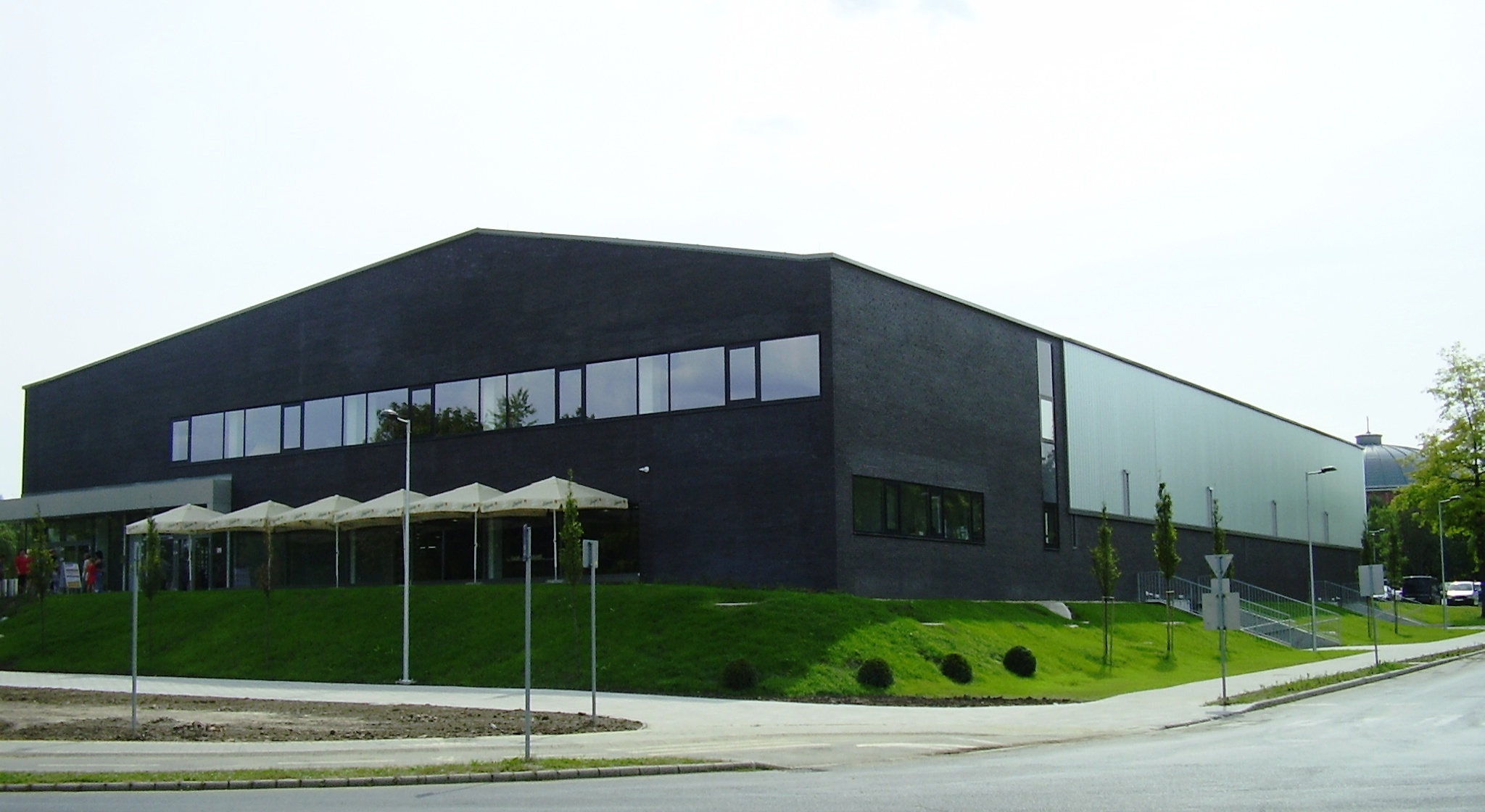
Don Bosco Sportközpont

- Don Bosco Általános Iskola, Szakképző Iskola, Technikum, Gimnázium és Kollégium Archiválva 2016. szeptember 14-i dátummal a Wayback Machine-ben
- Irinyi János Református Oktatási Központ
- Szalézi Szent Ferenc Gimnázium (korábban Ságvári Endre Gimnázium)
- Don Bosco Sportközpont
- Tompa Mihály Református Általános Iskola (korábban Herman Ottó Tagiskola)
- Angyalkert Görögkatolikus Óvoda
- Szent György Görögkatolikus Általános Iskola[25]

## Látnivalók

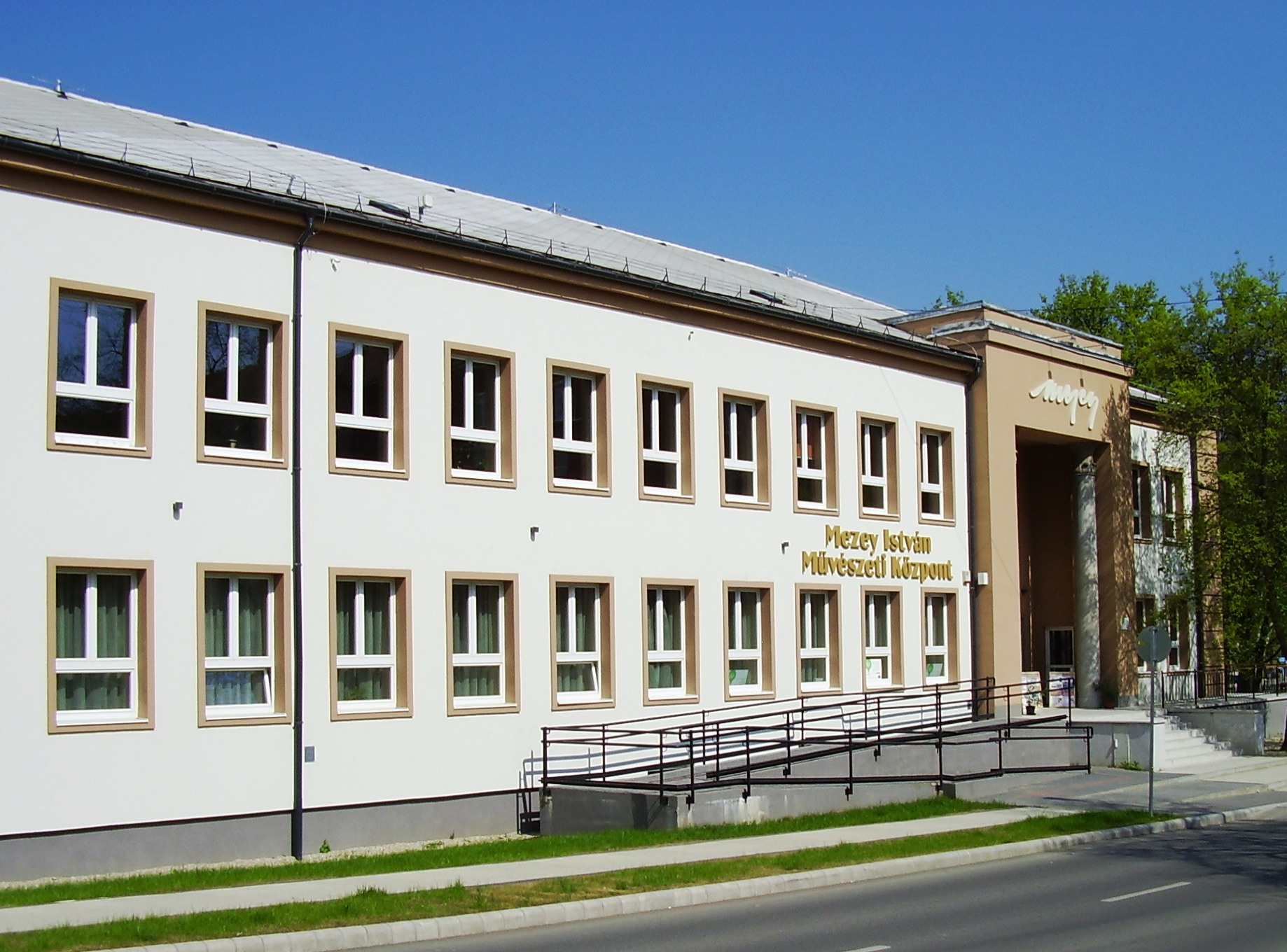
Mezey István Művészeti Központ

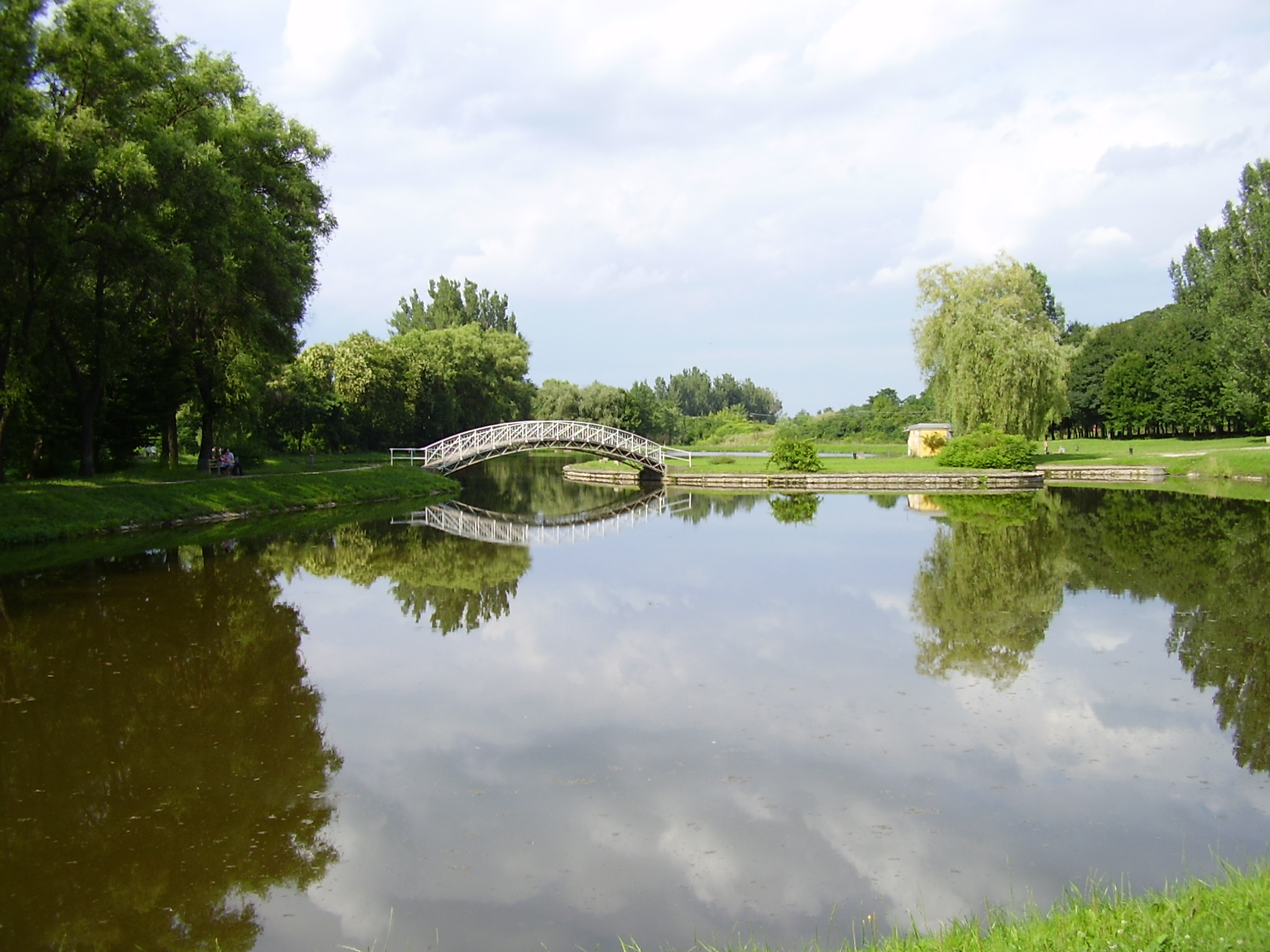
Csónakázó-tó

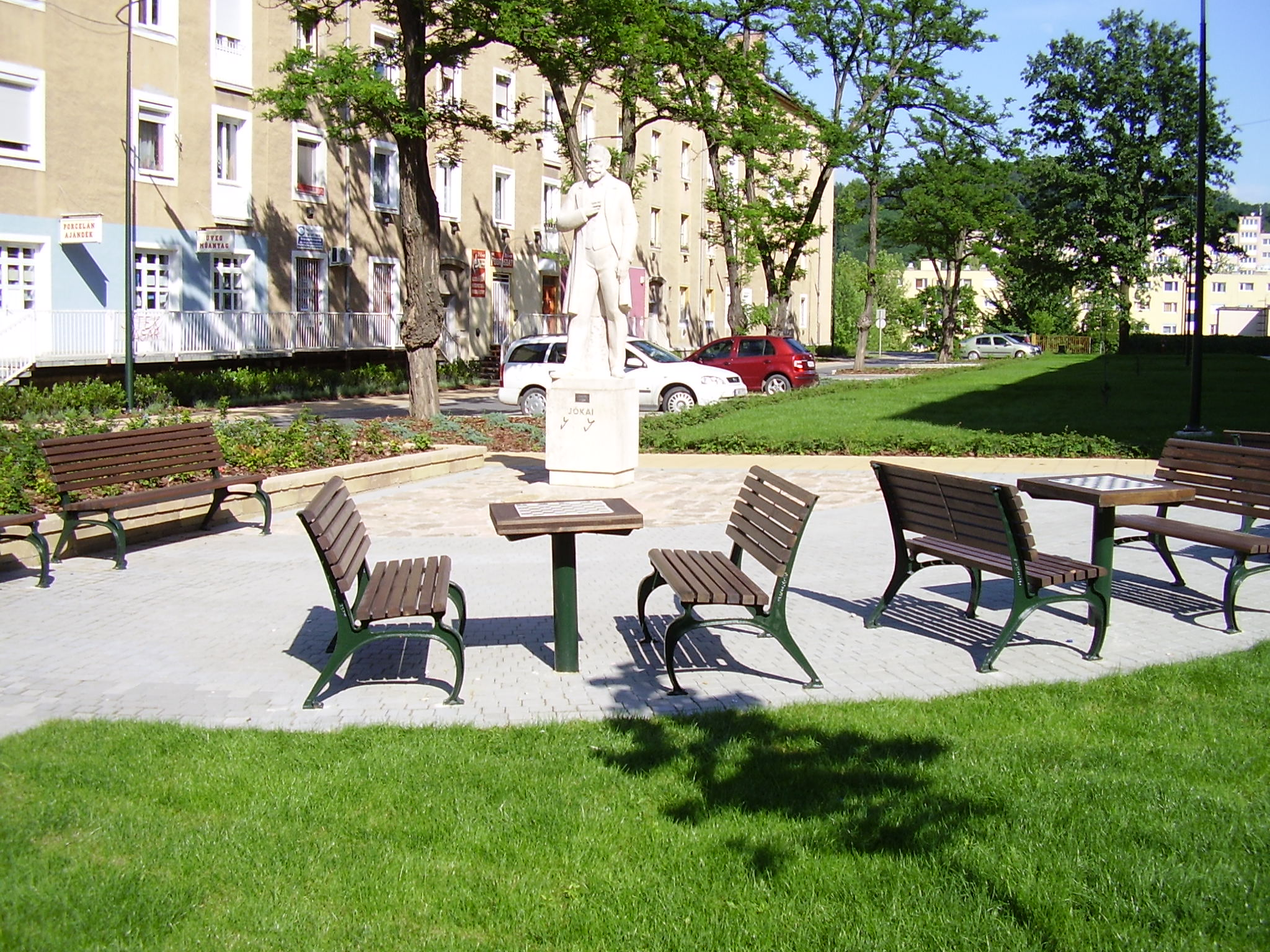
A felújított Jókai Mór tér 2014-ben

| Városi Kiállítóterem (időszakos kiállítások 2014-ig)                      | é. sz. 48,250196°, k. h. 20,621592°48.250196°N 20.621592°E |
| Kisgaléria (fényképkiállítások)                                           | é. sz. 48,251621°, k. h. 20,621501°48.251621°N 20.621501°E |
| Felsőbarcikai református templom (barokk, 18. század)                     | é. sz. 48,265133°, k. h. 20,618671°48.265133°N 20.618671°E |
| Görögkatolikus templom (1995)                                             | é. sz. 48,255747°, k. h. 20,621511°48.255747°N 20.621511°E |
| Szent Család római katolikus templom (2007)                               | é. sz. 48,253995°, k. h. 20,620639°48.253995°N 20.620639°E |
| Hild-emlékoszlop (1984)                                                   | é. sz. 48,253179°, k. h. 20,624089°48.253179°N 20.624089°E |
| John Lennon-emlékoszlop                                                   |                                                            |
| Főtér (tervezte Hofer Miklós, 1952)                                       | é. sz. 48,253773°, k. h. 20,624107°48.253773°N 20.624107°E |
| Kazincbarcikai Városi Strandfürdő és Szabadidőközpont (2014-ben bezárták) | é. sz. 48,249549°, k. h. 20,625846°48.249549°N 20.625846°E |
| Csónakázó-tó                                                              | é. sz. 48,244689°, k. h. 20,624158°48.244689°N 20.624158°E |
| I. világháború barcikai áldozatainak emlékére állított Turul-szobor       | é. sz. 48,264979°, k. h. 20,618476°48.264979°N 20.618476°E |

### A városközpont szobrai[33]
| Jókai Mór (mészkő; Antal Károly, 1966) Jókai Mór tér                                | é. sz. 48,248167°, k. h. 20,618645°48.248167°N 20.618645°E |
| Egressy Béni kőportréja (Nagy István János, 1974) Művelődési Központ mellett        | é. sz. 48,254040°, k. h. 20,624506°48.254040°N 20.624506°E |
| Munkácsy Mihály (bronz; Pátzay Pál, 1965) Munkácsy Mihály tér                       | é. sz. 48,250115°, k. h. 20,619542°48.250115°N 20.619542°E |
| Derkovits Gyula (bronz, Melocco Miklós, 1989) Derkovits Gyula tér                   | é. sz. 48,244549°, k. h. 20,617646°48.244549°N 20.617646°E |
| Táncospár (bronz; Olcsai-Kiss Zoltán, 1957) Egressy Béni tér                        | é. sz. 48,250337°, k. h. 20,620766°48.250337°N 20.620766°E |
| Diana őzzel (bronz; Huszár Imre, 1960) Völgy park                                   | é. sz. 48,252832°, k. h. 20,619888°48.252832°N 20.619888°E |
| Borjút terelő fiú (alumínium; Győri Dezső, 1969) Völgy park                         |                                                            |
| Fésülködő nő (mészkő; Halmágyi István, 1962) az ÉRV udvarán, a főépület bejáratánál |                                                            |

### Színes falak
Kazincbarcika Város Önkormányzata megbízásából a Barcika Art Kft. pályázatot hirdetett Kazincbarcikán található lakó- és középületeken tartós műalkotások elhelyezésére. A pályázat a Svájci Hozzájárulás a kibővített Európához – Együttműködési Program Magyarországgal I. Regionális fejlesztés prioritás „Kazincbarcika és vonzáskörzete munkahelyteremtő fejlesztése” című projekthez kapcsolódott. A KolorCity Kazincbarcika megvalósításában 2013 és 2016 között 30 kazincbarcikai lakó- és középület egy-egy homlokzata újult meg modern nagyméretű műalkotásokkal. 2022-re a falfestmények száma 45-re emelkedett.

### Kazincbarcika templomai

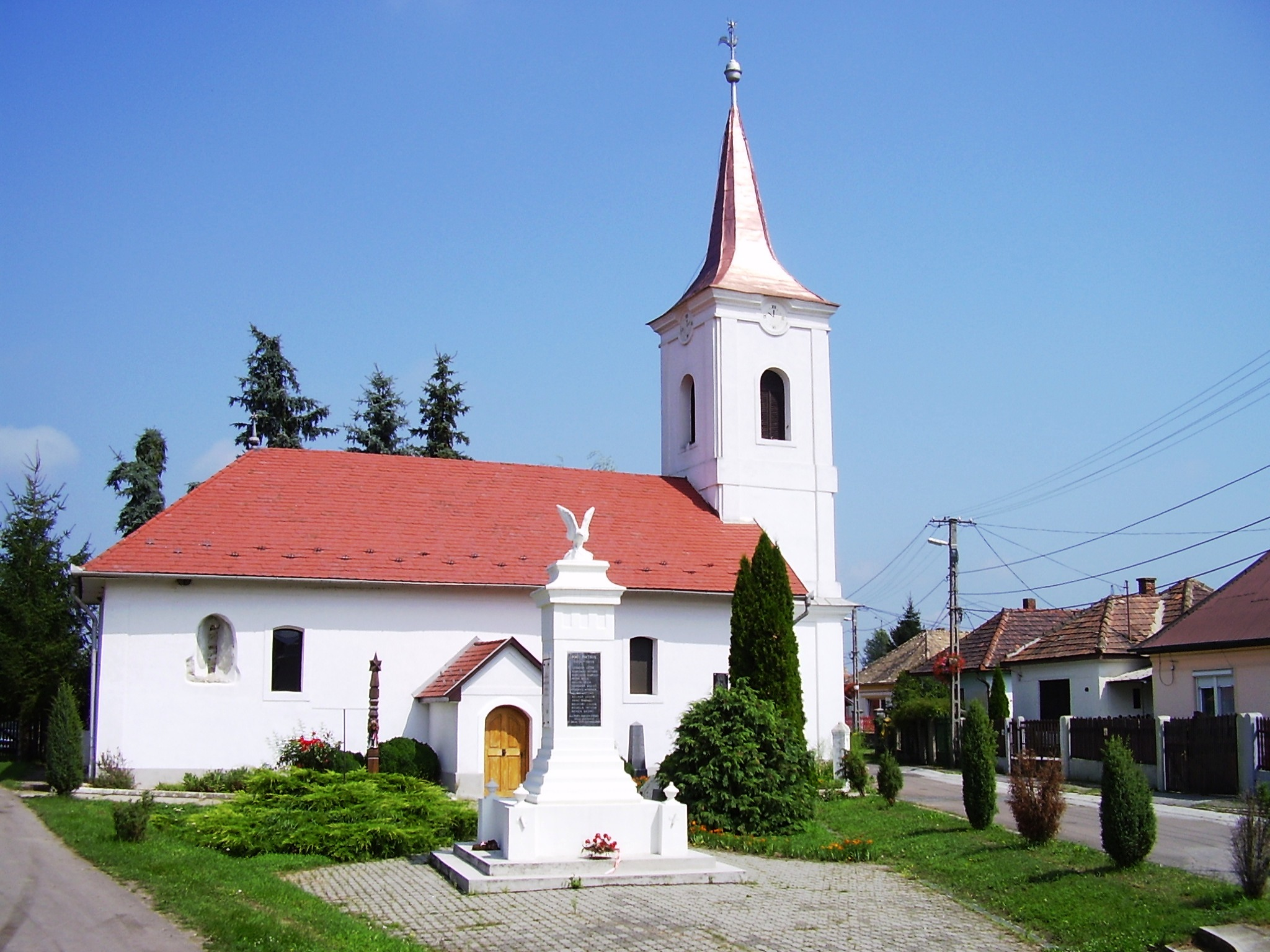
A felsőbarcikai református templom 2014-ben
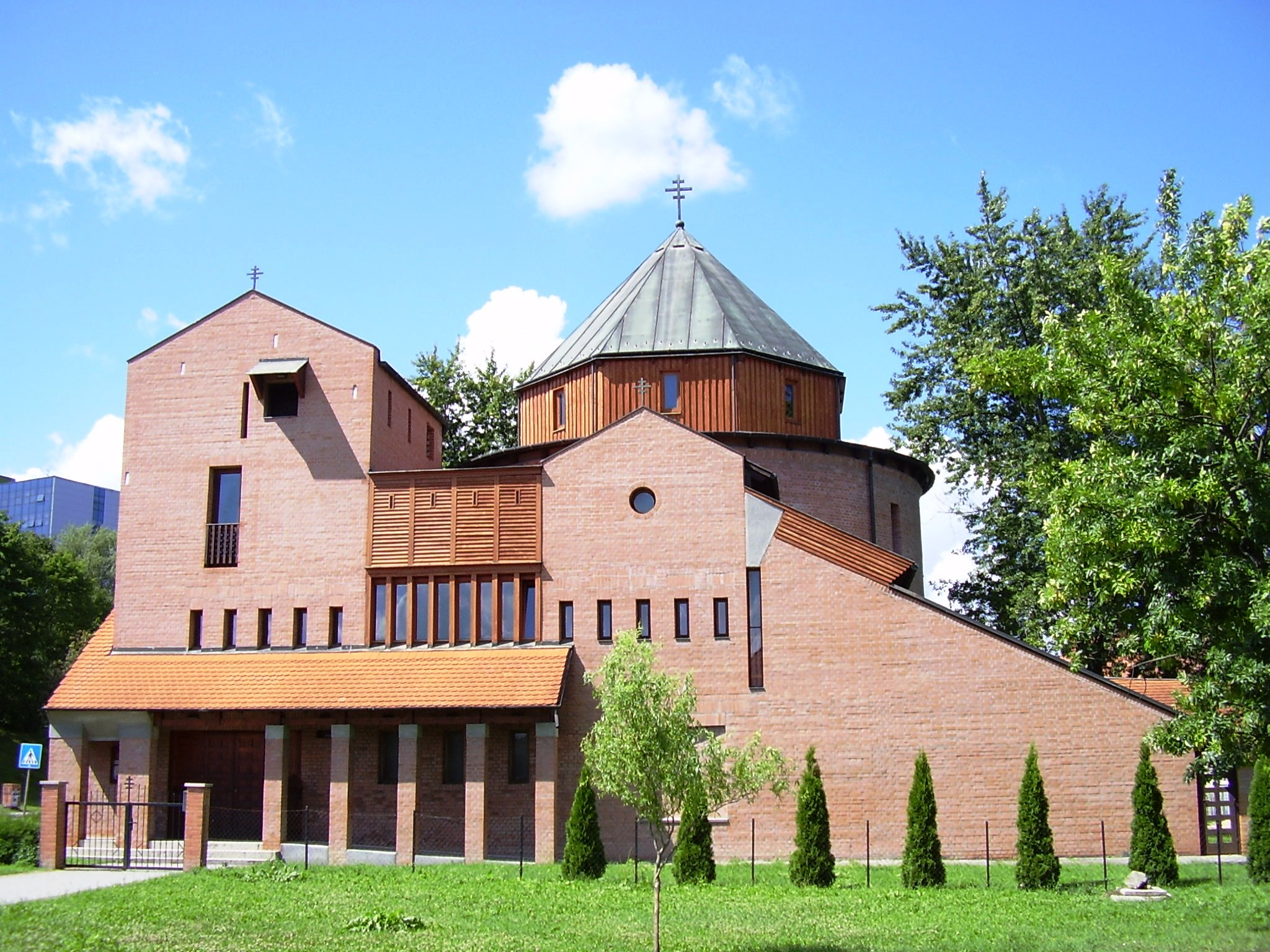
A görögkatolikus templom 2014-ben
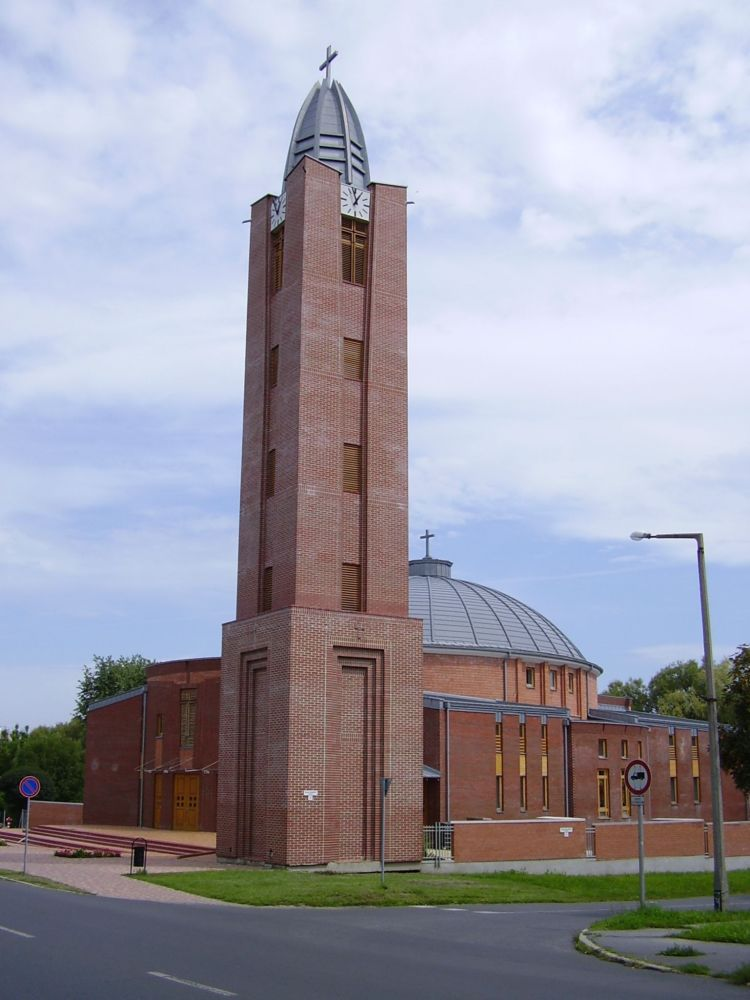
A Szent Család római katolikus templom 2011-ben
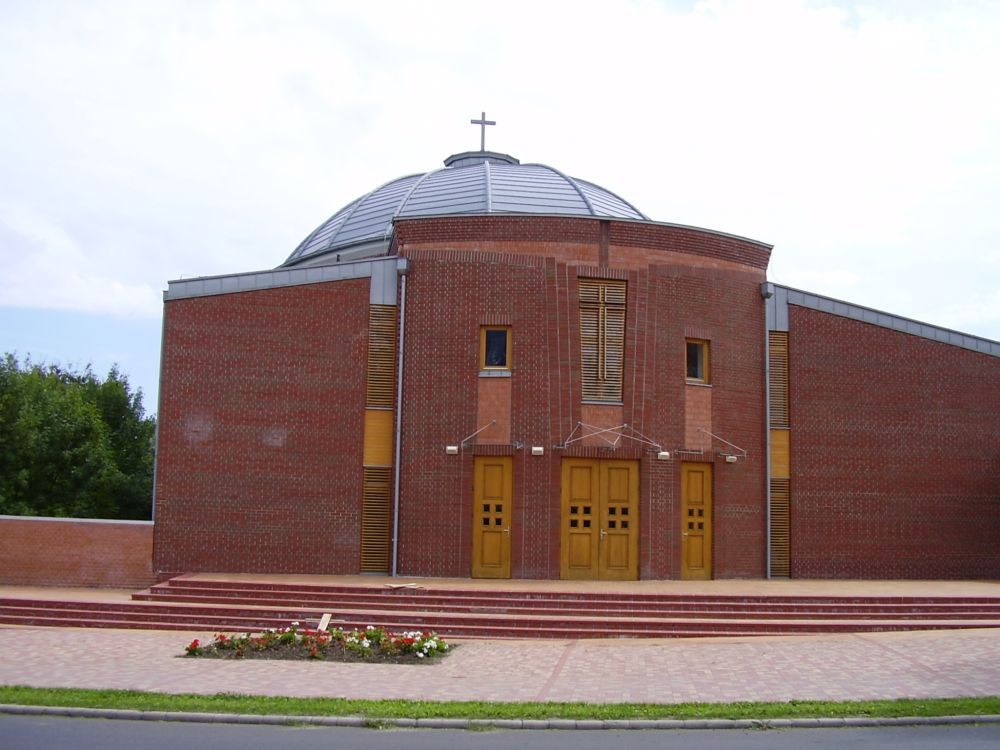
A Szent Család római katolikus templom 2011-ben
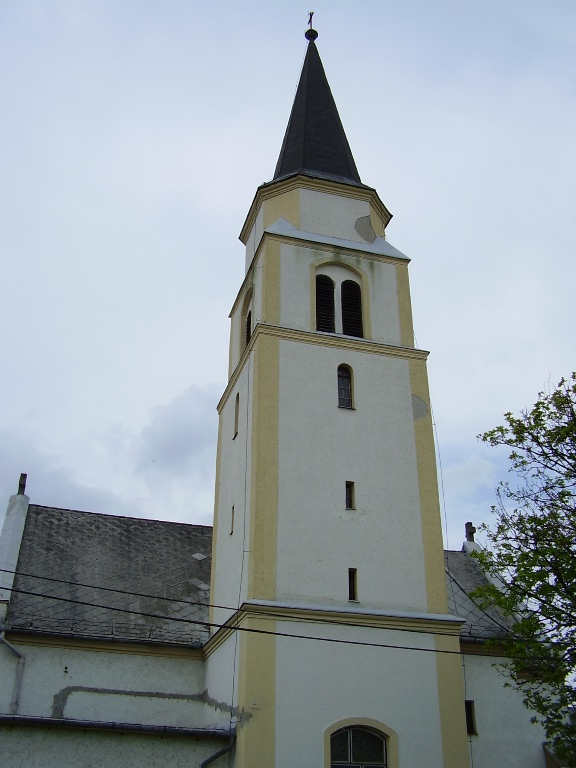
Az Ávilai Nagy Szent Teréz-templom 2014-ben

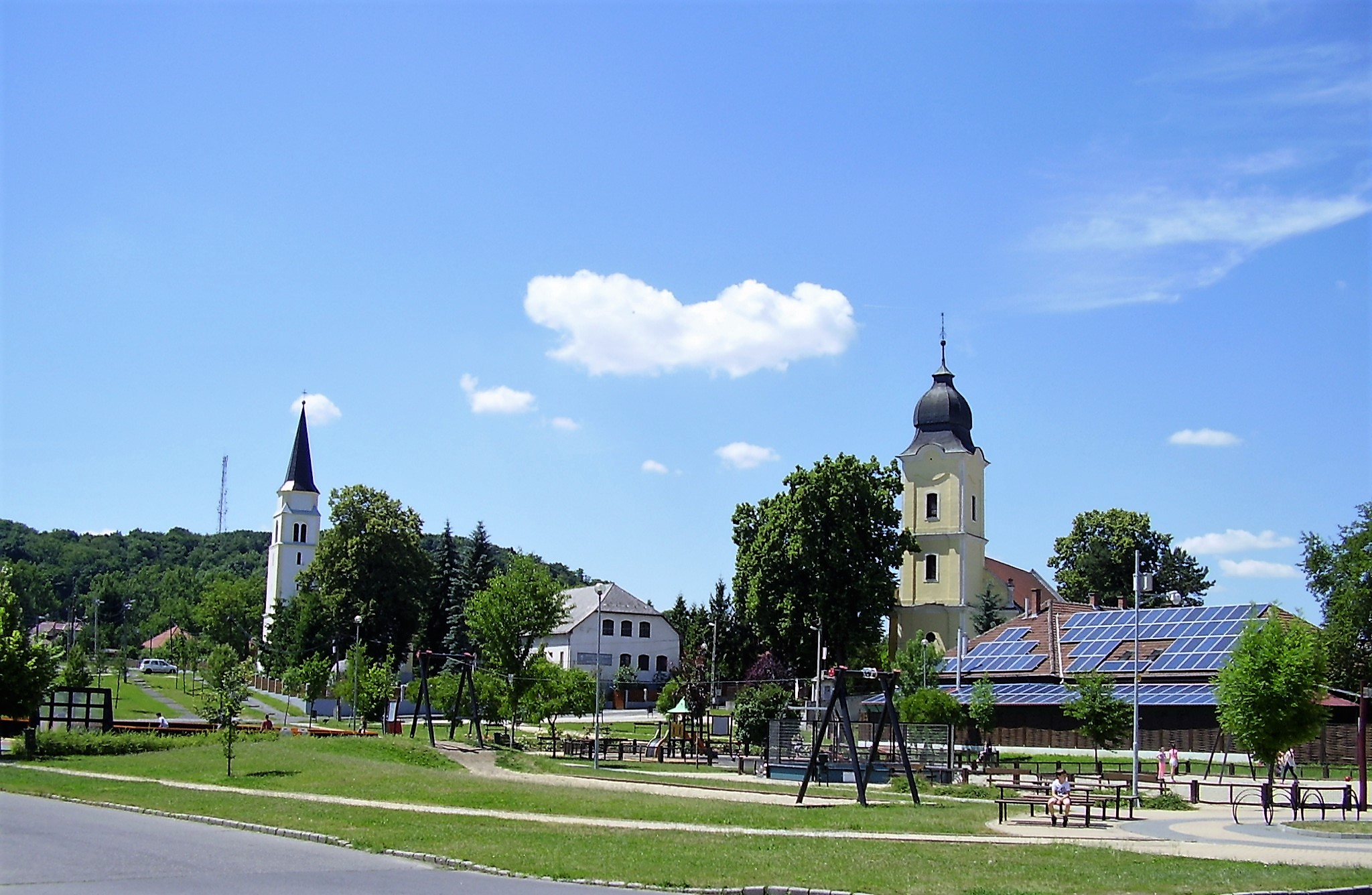
Jobbra: a sajókazinci református templom, balra: az Ávilai Nagy Szent Teréz-templom

### Képgaléria: szobrok, emlékművek

Antal Károly: Jókai Mór (1966, mészkő)
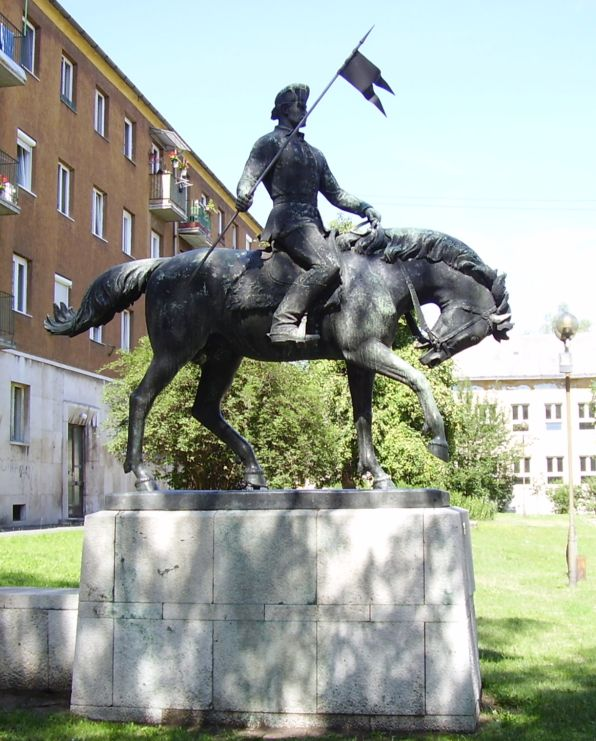
Búza Barna: Kuruc lovas (1956, bronz)
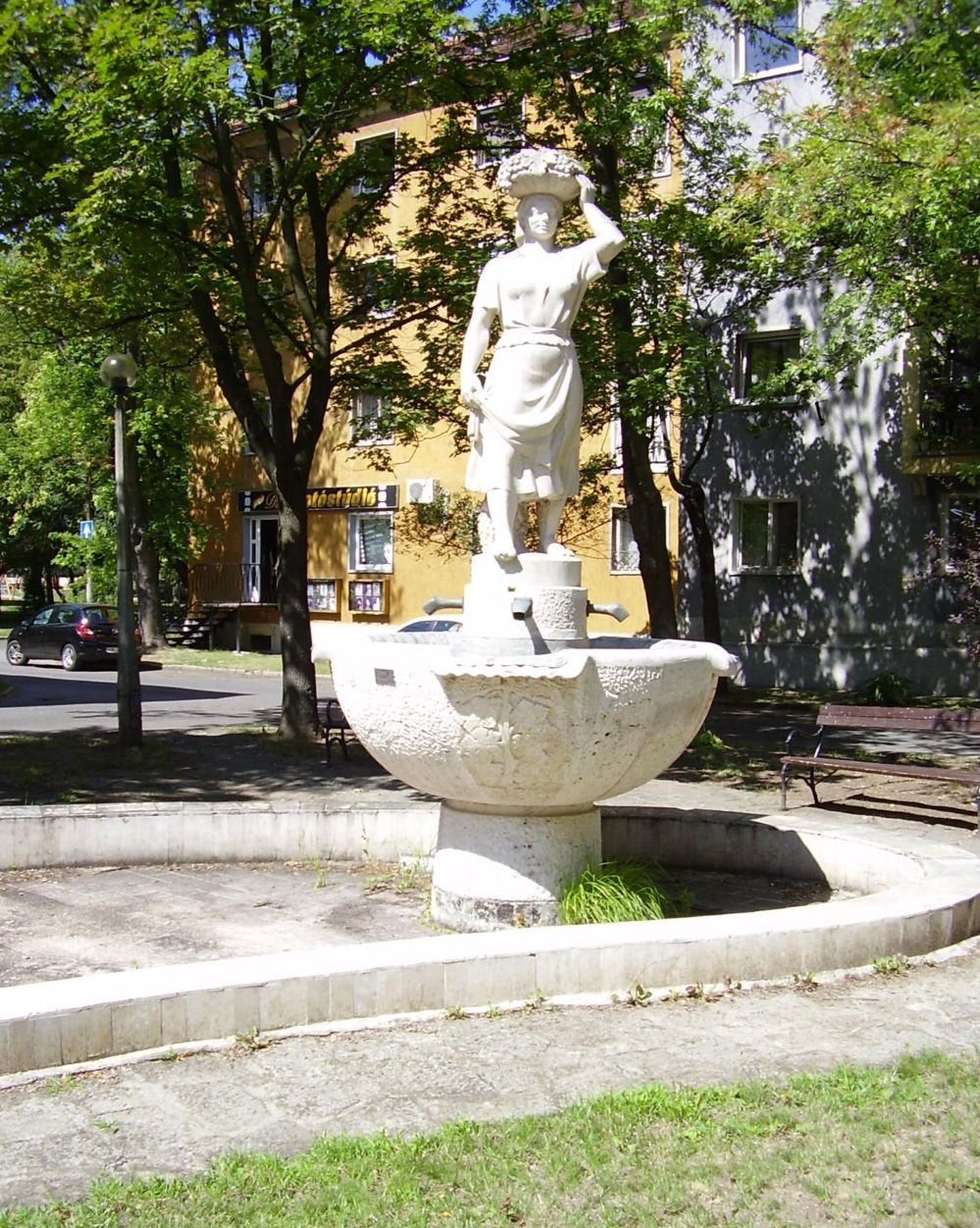
Ohmann Béla: Szüret (1957, mészkő)
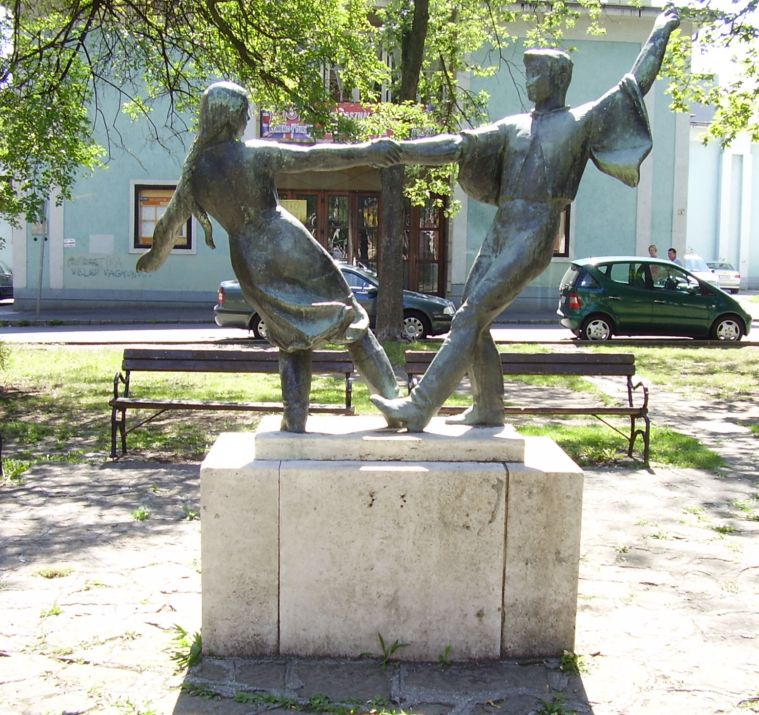
Olcsai-Kiss Zoltán: Táncospár (1957, bronz)
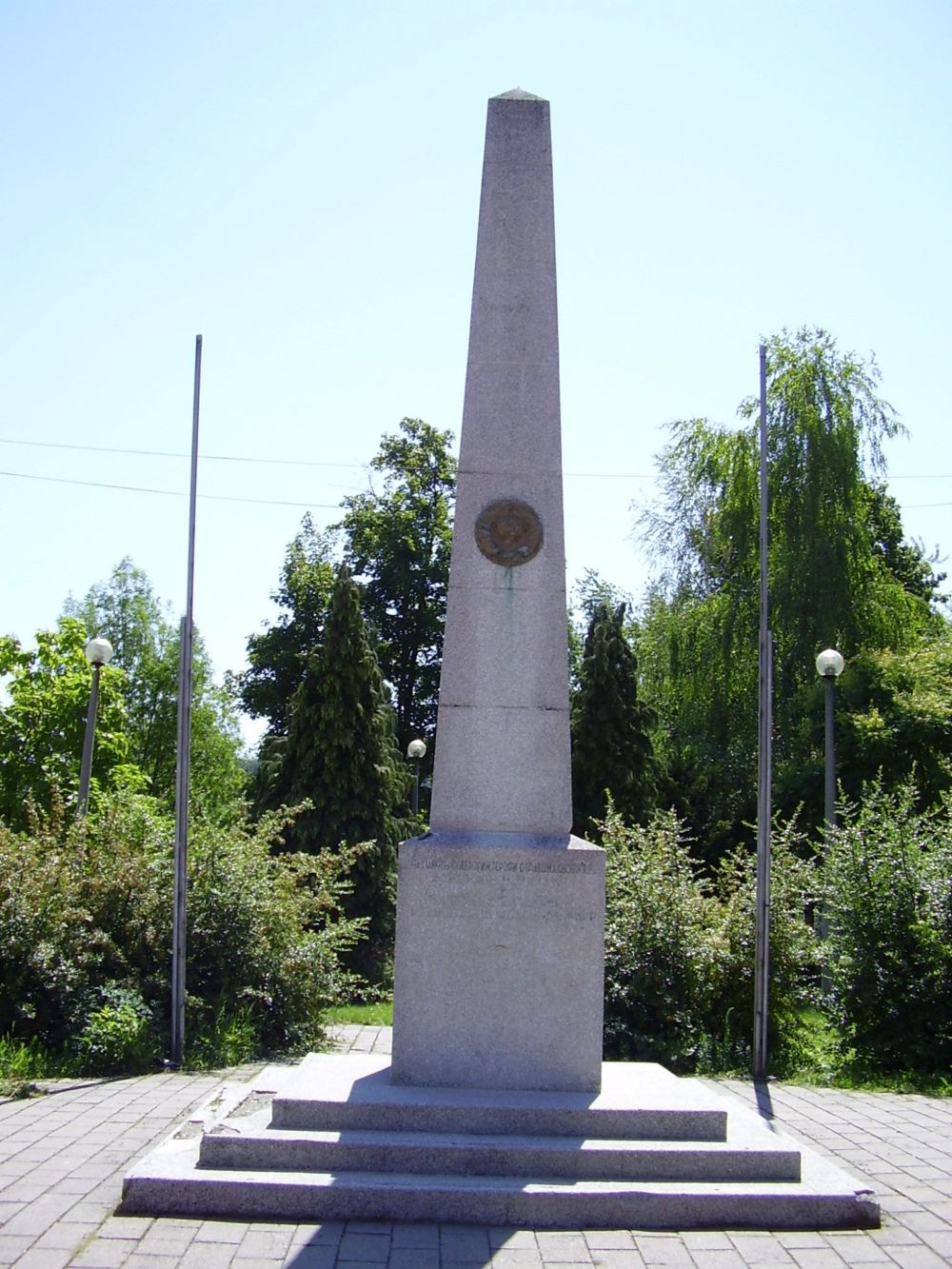
Felszabadulási emlékmű (1957–1958, beton, műkő)
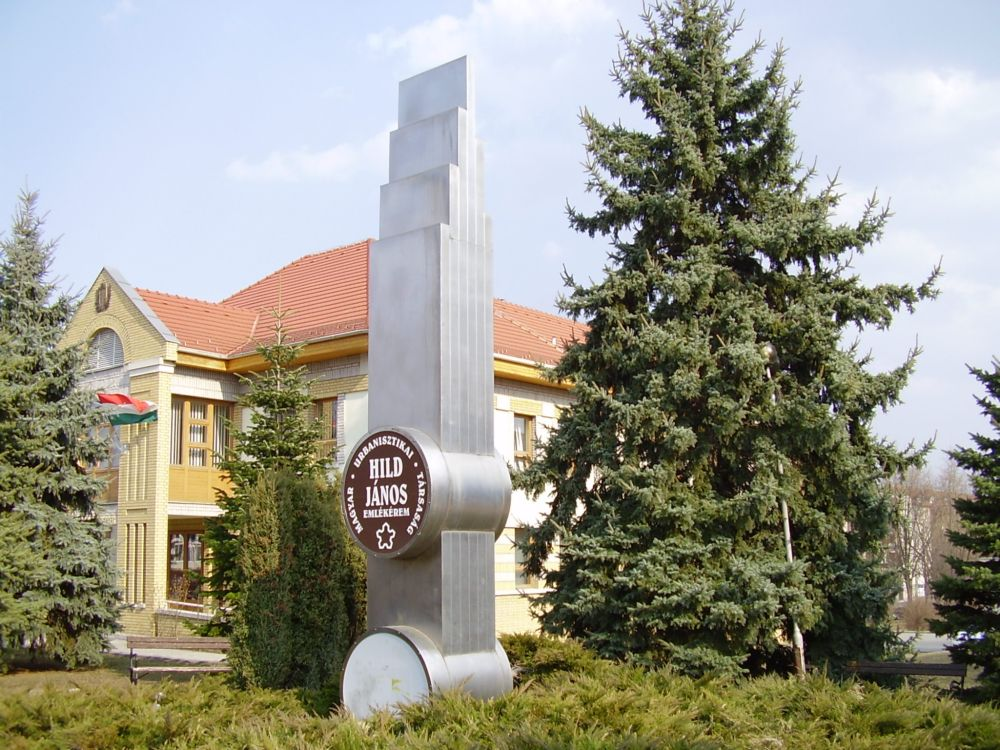
Mezey István: Hild-emlékoszlop (1984, krómacél)
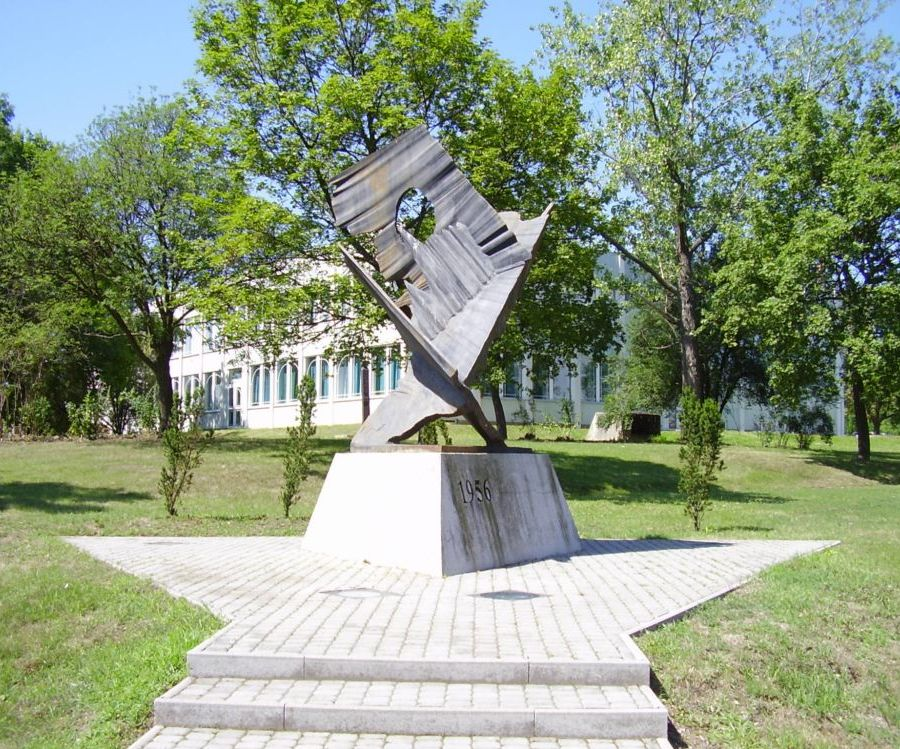
Szanyi Péter: 1956-os emlékmű (2006) (vas)
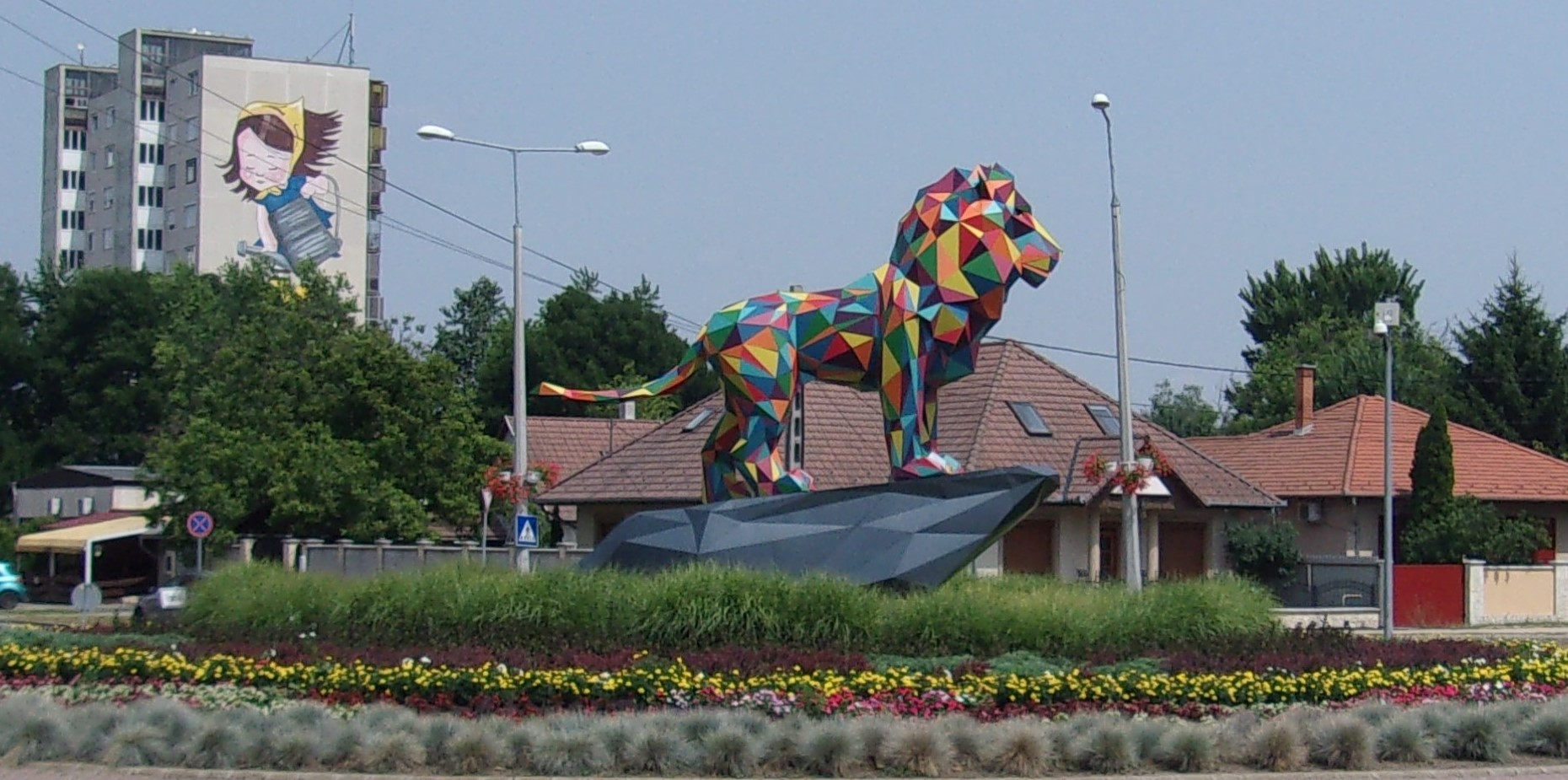
Szőke Gábor Miklós: Oroszlán (2019, rozsdamentes acél)

## A város által elnyert kitüntetések
- 1982 – Hild János-díj
- 1988 – Nemzeti Sportváros
- 1999 – Európa Diploma
- 2002 – Európa Becsületzászló
- 2012 – Kistérségek Fejlesztéséért Tudományos Egyesület Területfejlesztési Nívódíja[37]
- 2014 – A Kihívás Napja (Challenge Day) sporteseményen 1. helyezés[38][39]
- 2015 – A Kihívás Napja (Challenge Day) sporteseményen 1. helyezés[40]
- 2016 – A Kihívás Napja (Challenge Day) sporteseményen 1. helyezés[41]
- 2016 – A Befektetőbarát Település Program díja[42][43]
- 2016 – Arany Rózsa díj[44][45]
- 2017 – A Kihívás Napja (Challenge Day) sporteseményen 1. helyezés[46]
- 2017 – URBACT „Jó Gyakorlat Város” diploma[47]
- 2018 – A Kihívás Napja (Challenge Day) sporteseményen 1. helyezés[48]
- 2018 – Az „Év települése” díj [49][50]
- 2019 – A Kihívás Napja (Challenge Day) sporteseményen 1. helyezés[51]
- Kilencszeres Országos Városmarketing Gyémánt díj (2016, 2017, 2018, 2019)[52][53]

## Média

### TV stúdiók
- Kolor TV

### Rádióállomások
- Rádió 1 – Kazincbarika FM 88,8 MHz Archiválva 2021. augusztus 11-i dátummal a Wayback Machine-ben
- Rádió M – FM 95,9 MHz

#### Megszűnt rádióállomások
- Rádió TOP – Kazincbarcika FM 88,8 MHz

## Híres emberek

### Itt születtek
- Szathmári Paksi József református püspök 1763. március 12-én (Sajókazincon).
- Egressy Béni zeneszerző, író, színész 1814. április 21-én (Sajókazincon, a helyi református lelkész fiaként).
- Singer Jakab egyházi író, orientalista 1867. december 13-án (anyakönyvezve Sajókazincon).
- Bari Janó festőművész 1955. május 13−án.
- Tatár Gabriella színésznő 1967. augusztus 14-én.
- Somodi-Hornyák Szilárd 1970. szeptember 22-én.
- R. Kelényi Angelika 1970. december 2-án.
- Lipcsei Péter labdarúgó 1972. március 28-án.
- Viczián Ottó Jászai Mari-díjas színész 1974. június 5-én
- Kalácska Gábor rádiós műsorvezető, zenei szerkesztő 1974. november 28-án.
- Dányi Krisztián színész 1975. január 16-án.
- Simon Kornél színész 1976. szeptember 1-jén.
- Jancsó Dóra színésznő 1978. február 9-én.
- Rubint Réka fitnesz-edző 1978. június 28-án.
- Bartus Dávid, az ELTE Bölcsészettudományi Kar dékánja (2020– ) 1978-ban.
- Juhász Hajnalka jogász, politikus, országgyűlési képviselő 1980. július 28-án.
- Decsi Tamás olimpiai bronzérmes, világ- és Európa-bajnok magyar vívó 1982. október 15-én.
- Dara Edit színházi táncos, modell 1985. október 20–án.
- Rizner Dénes "Deniz" rapper 1986. augusztus 27-én.
- Szabó Dávid (beceneve: „Zsiráf”) klubvilágbajnoki bronzérmes röplabdázó 1990. január 13-án.
- Szász Kitti négyszeres világbajnok freestyle labdarúgó 1991. augusztus 31-én.
- Planéta Szimonetta kézilabdázó 1993. december 12-én.
- Kleinheisler László labdarúgó 1994. április 8-án.
- Ivanyik Dávid U14-es világkupa-győztes tekéző 2006. október 15-én

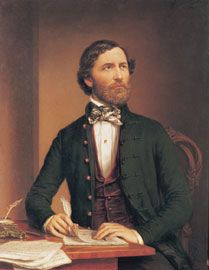
Egressy Béni
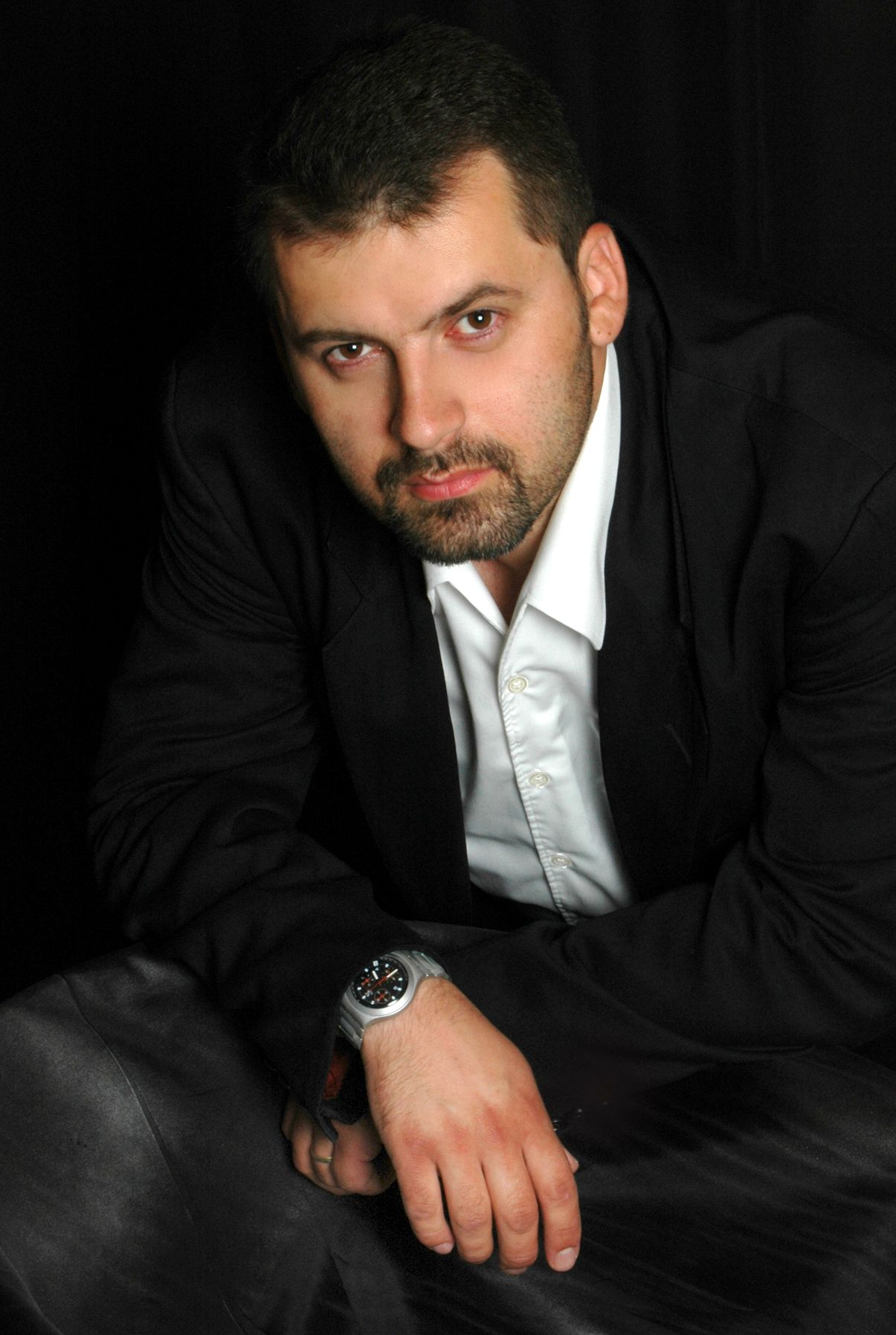
Somodi-Hornyák Szilárd
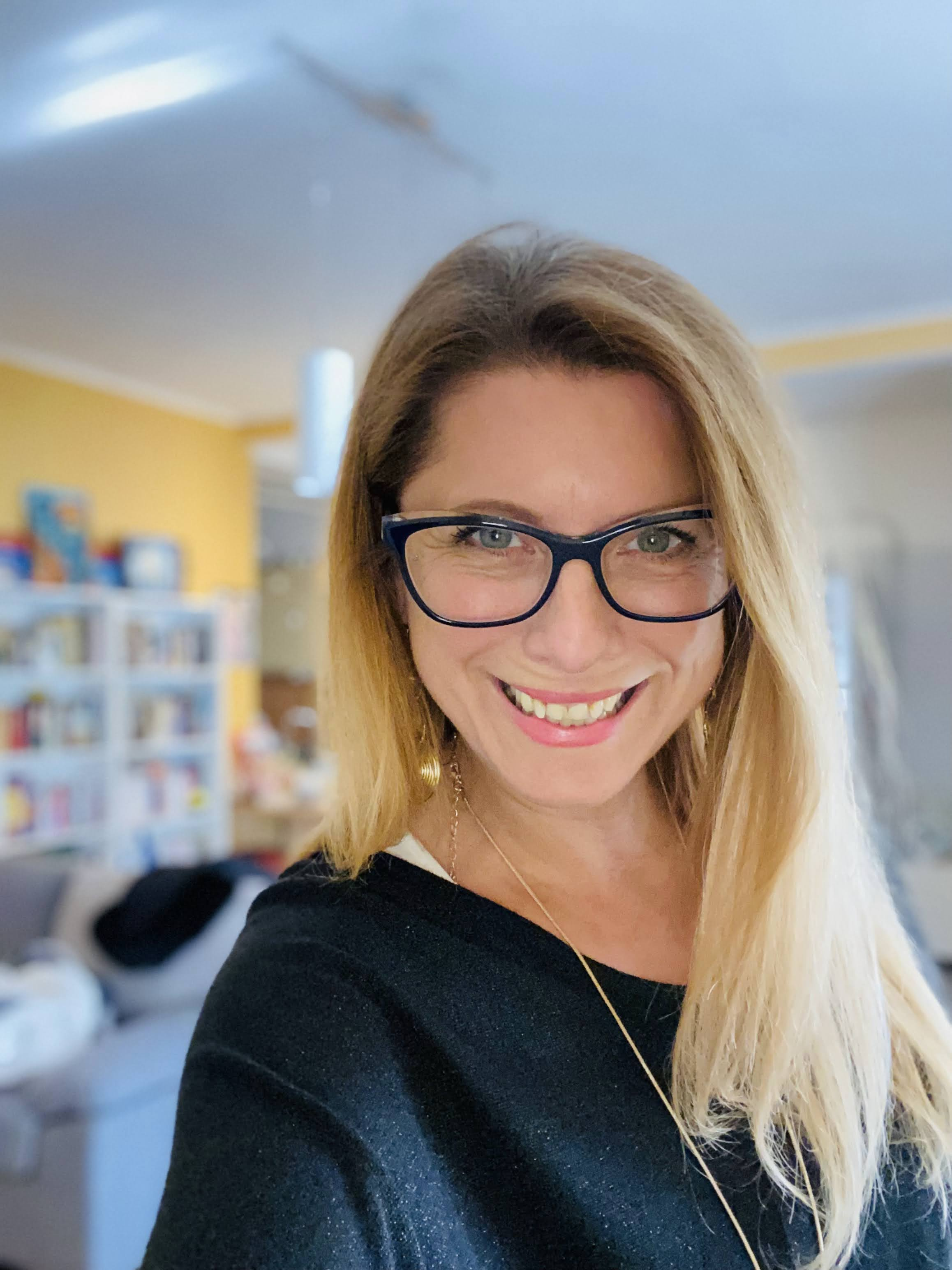
R. Kelényi Angelika
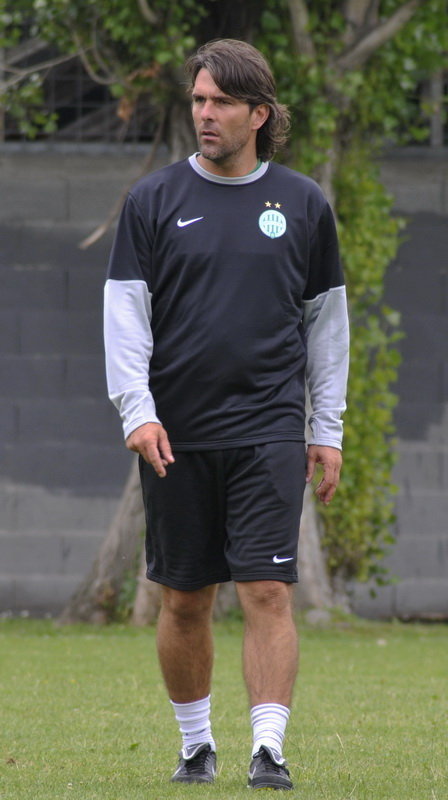
Lipcsei Péter
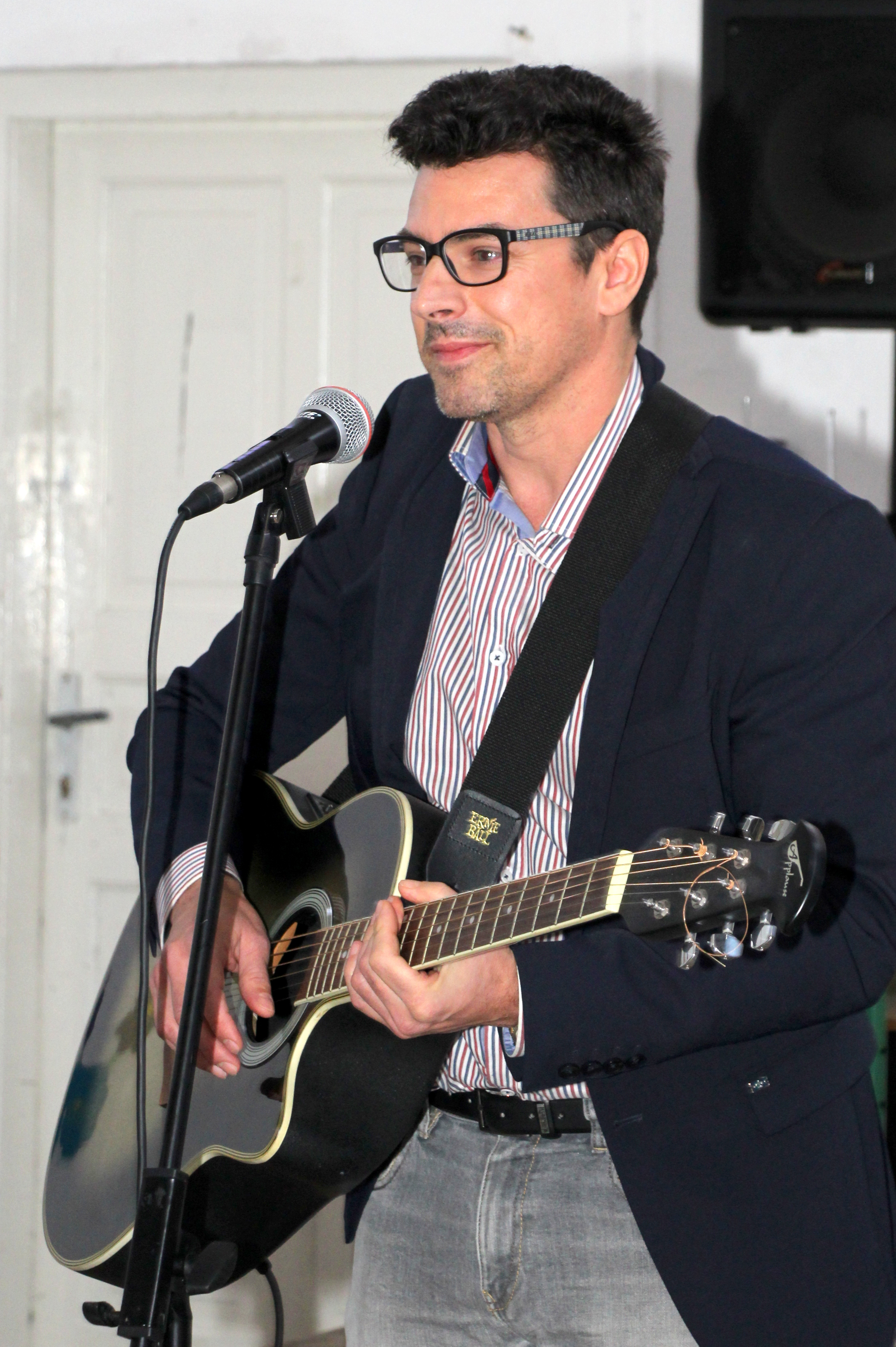
Dányi Krisztián
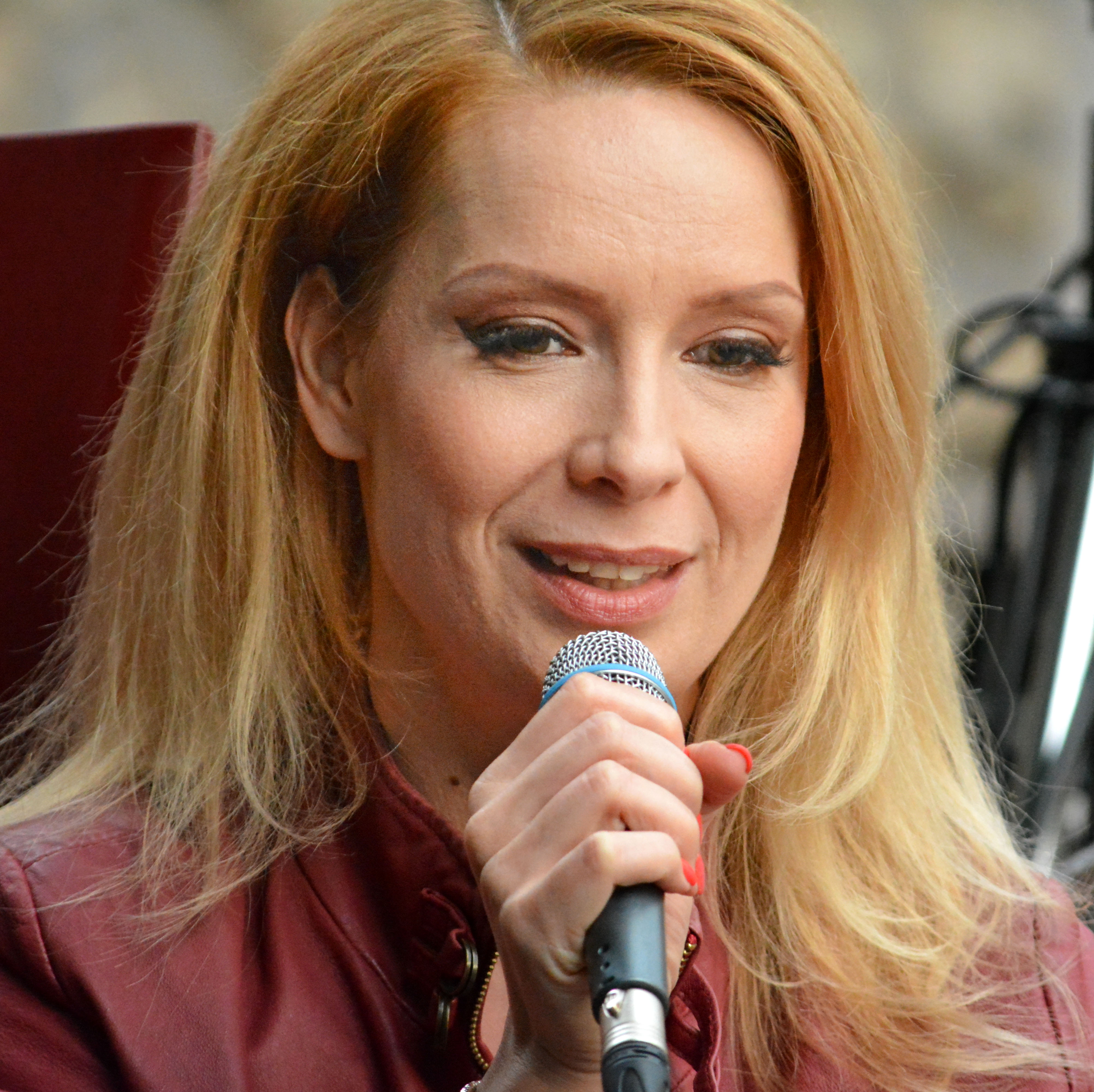
Jancsó Dóra
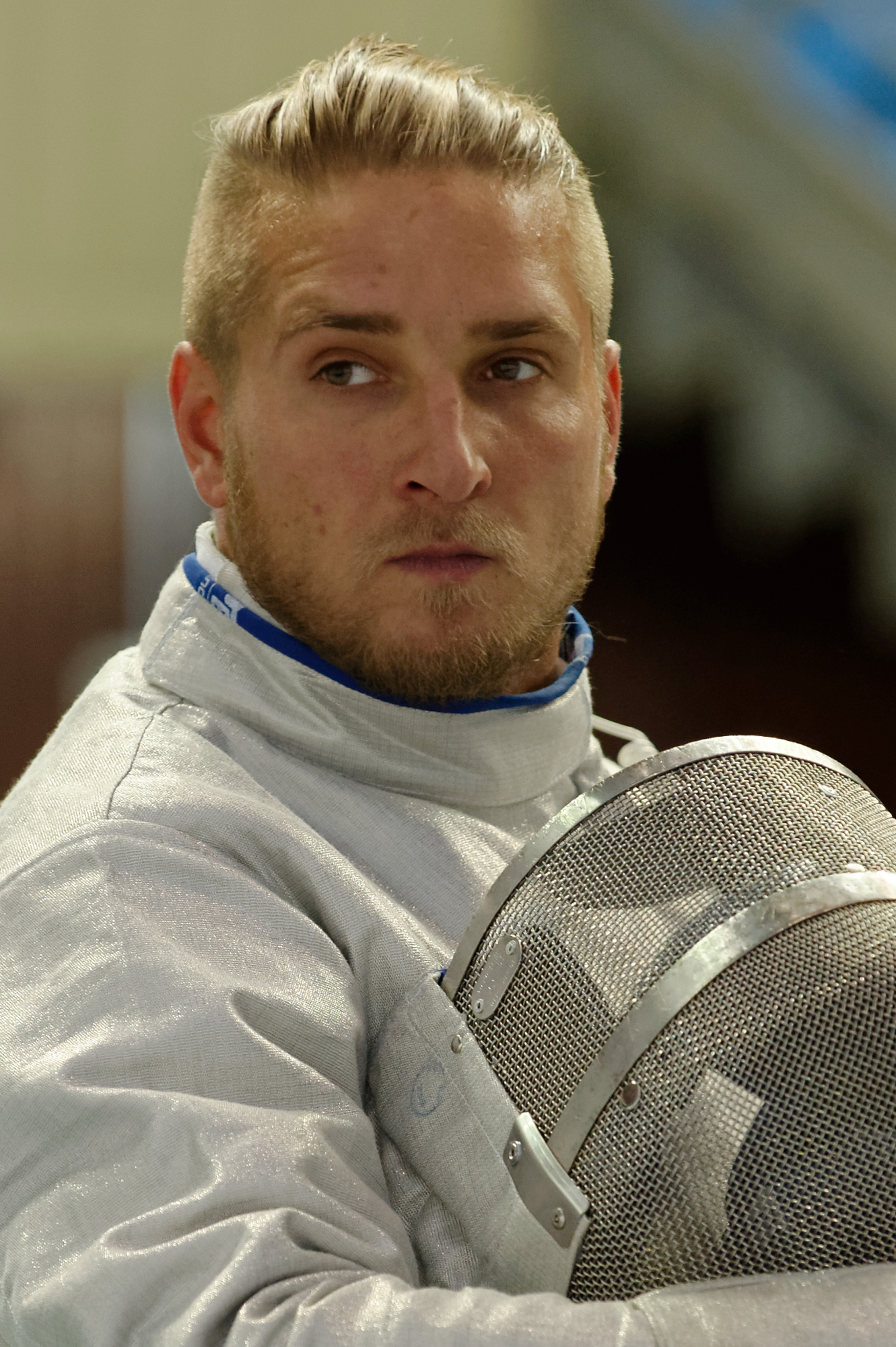
Decsi Tamás
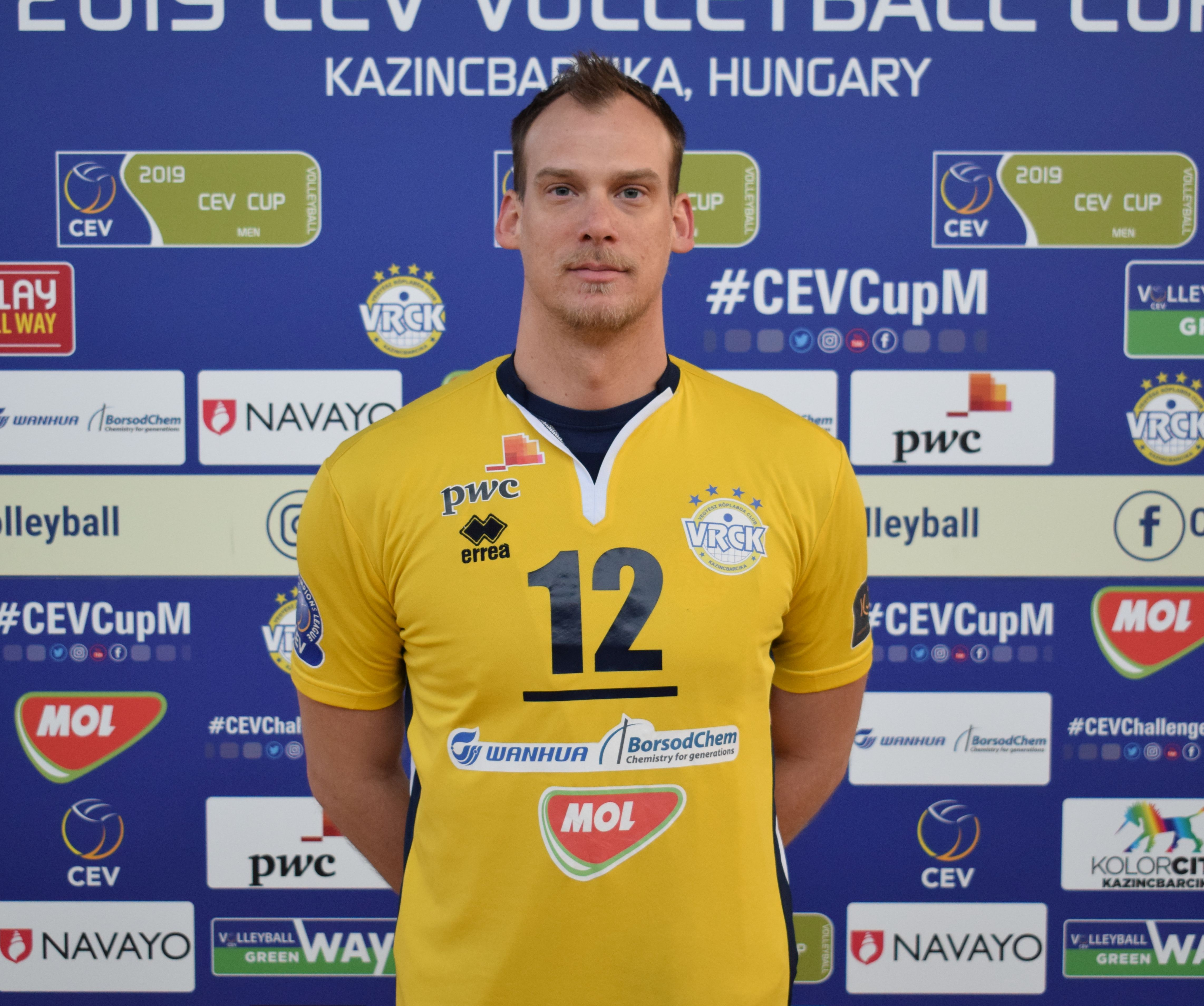
Szabó Dávid
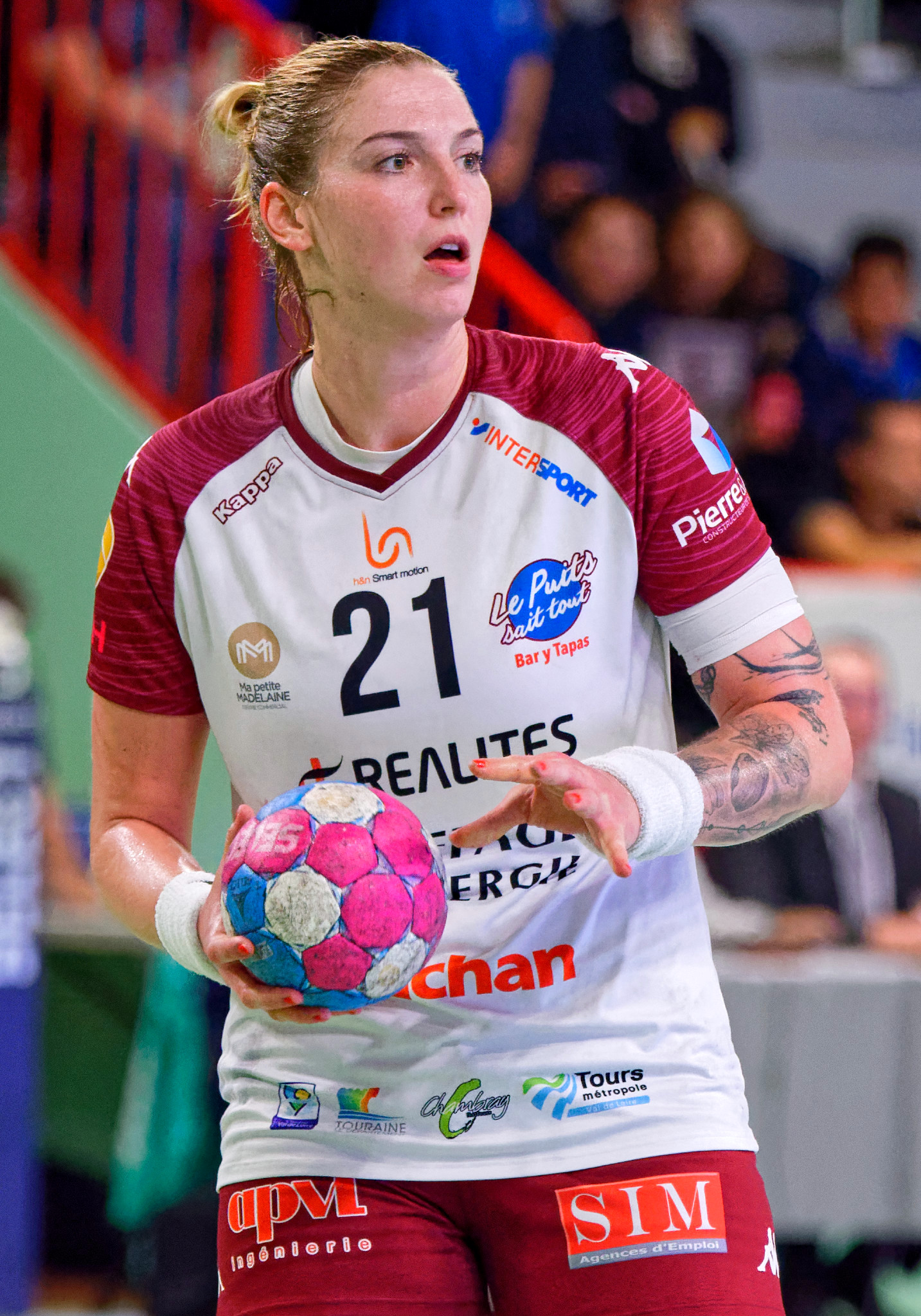
Planéta Szimonetta

### Itt éltek
- Jávori István (1922−1978) sportvezető
- Juhász István (1937–1993) plébános
- Hidvári Imre (1945–2019) középiskolai tanár, költő
- Pátrovics Géza (1955–) súlyemelő, edző
- Nagy Gyula (1961–) rajzfilmrendező
- Vécsei Bálint (1993–) labdarúgó

## Sportegyesületek, sportklubok[54]
- Barcikai Tenisz Club
- KSK Delfin Vízisport Klub
- Kazincbarcika Város és Vonzáskörzete „Szabadidő és Diáksport” Egyesület
- Kazincbarcikai Hegyikerékpáros és Szabadidősport Egyesület
- Borsodi Sport Klub
- Kazincbarcikai Nimród Íjász Egyesület
- Kazincbarcikai Sport Club FC. Kft.
- Kazincbarcikai Természetbarát Egyesület
- Kazincbarcikai Vegyész Teke Sportegyesület
- Kazincbarcikai Városi Sportegyesület
- Kazincbarcikai Városi Sportiskola Sportegyesület
- Kazincbarcikai Ördögök Jégkorong Egyesület
- Küzdő Sportegyesület
- MUSHIN Karate Sportegyesület
- Modellmix Sportegyesület
- Női Röplabda Klub Kazincbarcika
- Sláger Kazincbarcikai Kosárlabdázók Sportegyesülete
- Vegyész Röplabda Club Kazincbarcika
- Victory Box Kazincbarcika Sportegyesület
- Városi Sakk Club
- Zúzmara Korcsolya Klub

## Testvérvárosok
- Burgkirchen, Németország
- Dimitrovgrad, Bulgária
- Knurów, Lengyelország
- Świdnica, Lengyelország
- Nagyrőce, Szlovákia
- Nagyszentmiklós, Románia
- Técső, Ukrajna
- Meishan (眉山), Szecsuan, Kína

## Érdekességek

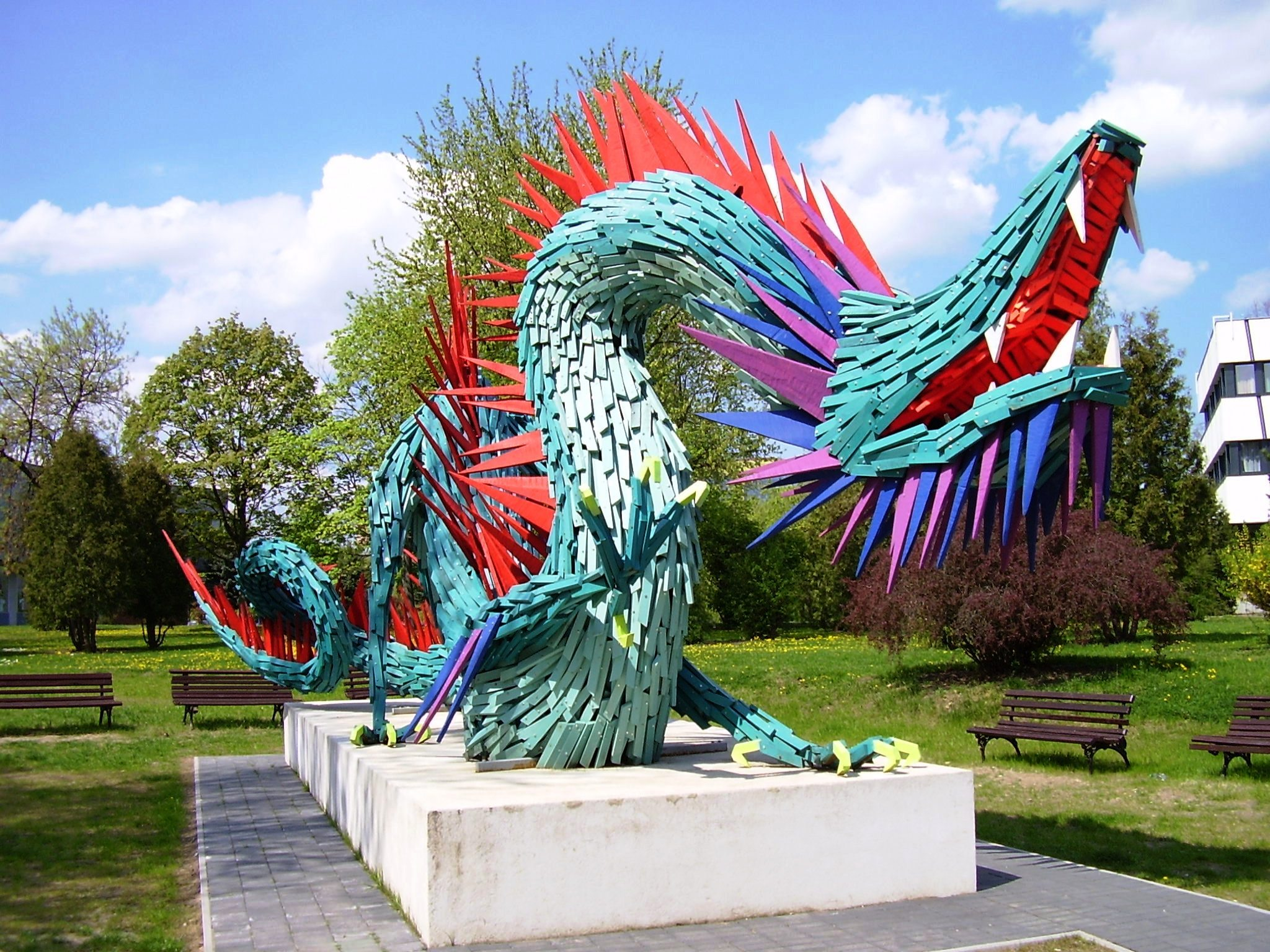
Kazincbarcikai sárkány (Szőke Gábor Miklós szobra)

- 2014-ben itt forgatták Divinyi Réka és Goda Krisztina filmjének, a Veszetteknek egy részét. A stáb június 10-én költözött le a városba, ahol közel négy hetet dolgoztak A film további jeleneteit Ózdon, Várpalotán és Budapesten vették fel.[55][56]
- 2014 augusztusában az Index.hu oldalán meghirdetett szavazáson úgy döntöttek a hírportál olvasói, hogy Kazincbarcikáé Magyarország legszebb körforgalma.[57][58]
- 2014 szeptemberében Szőke Gábor Miklós kortárs köztéri alkotásával, egy színpompás kínai sárkánnyal gazdagodott a város. A szobor fém vázból készült, rozsdamentes acélcsavarok tartják, 13 méter hosszú és 5 méter magas és több mint 4 tonnát nyom. A szobor a kínai–magyar együttműködés jegyében a városvezetés felkérésére a Wanhua Industrial Group és a BorsodChem Zrt. támogatásával készült el.[59]
- 2016. május 13-án a Class FM Morning Show című műsora reggel 6 és 10 óra között a Rákóczi téren felállított stúdióból sugározta adását.[60]

- 2016. július 13-án az Echo TV Hazahúzó című műsora Kazincbarcikáról, a színes városról készített összeállítást.[61]
- 2018. augusztus 19-én a Tour de Hongrie a magyar országúti kerékpárverseny zárónapját itt rendezték meg. A verseny 12 óra 40 perckor rajtolt a polgármesteri hivatal mögötti parkolóból. Az első kazincbarcikai kört követően a teljes mezőny Aggtelek irányába haladt tovább, majd érkezett vissza a városba, ahol további öt körrel zárta a versenyt.[62] A szakaszgyőztes: Nikodemus Holler (Bike Aid) lett, az összetettben Manuel Belletti (Androni Giocattoli-Sidermec) végzett az első helyen.[63] A versenyt az M4 Sport élőben közvetítette.
- A Vegyész Röplabda Club 2019-ben története ötödik magyar bajnoki elsőségét könyvelte el,[64] és továbbra is a város és a megye egyetlen, labdajátékokban aranyérmes egyesülete. A 2019-ben 50. születésnapját ünneplő VRCK a 2019/2020-as szezonban 13 alkalommal került a képernyőre élő adásban (M4 Sport, Digi Sport), hatalmas büszkeséget szerezve ezzel a Don Bosco Sportközpontnak és a város lakóinak is.

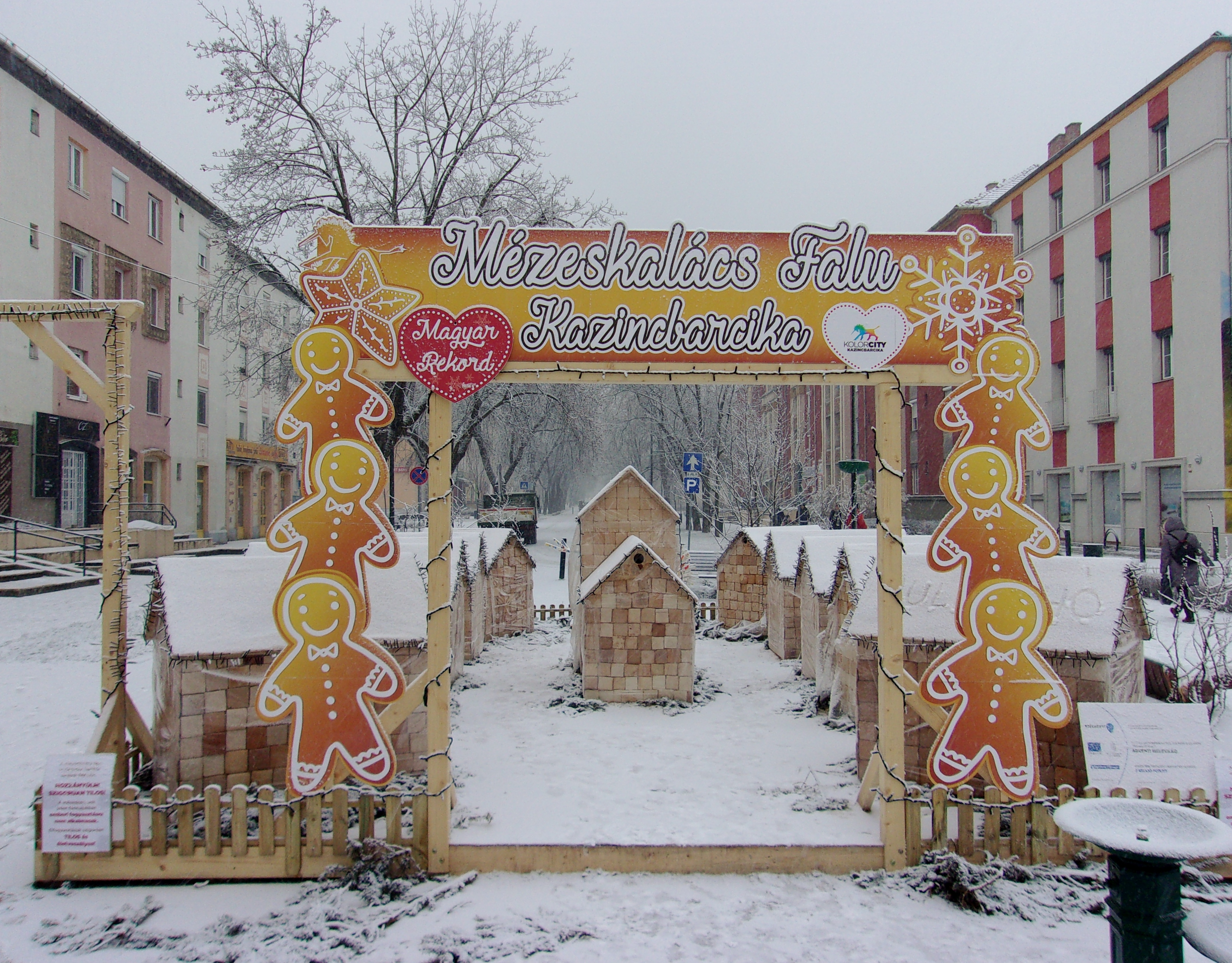
Mézeskalácsfalu

- 2019. szeptember 27-étől zenés vízi- és fényjáték, zenélő szökőkút üzemel esténként a Fő téren.[65]
- 2019. október 9-én megújult a John Lennon-emlékoszlop, új helyen, a Fő téren avatták fel az alkotást. Az eredeti oszlop 33 évvel korábban, 1986-ban a Kertváros II. számú Általános Iskola egyik tanárának és tanulóinak kezdeményezésére és közreműködésével készült el, és a Jubileumi park egyik sétánya mellett állt.[66][67]
- 2019. december 7-én Magyarország legnagyobb mézeskaláccsal borított épületegyüttesével (mézeskalácsfalu) újabb magyar rekord született Kazincbarcikán. A kis falu tíz házikót és egy templomot foglalt magába, több mint hatezer darab mézeskalácsból állt össze.[68][69]
- 2024 májusában került Kazincbarcika egyik határába, a 26-os főút Attila úti (2021–2022-ben épült) körforgalmába Szőke Gábor Miklós: Tour de Hongrie szobra.[70]

## Képgaléria

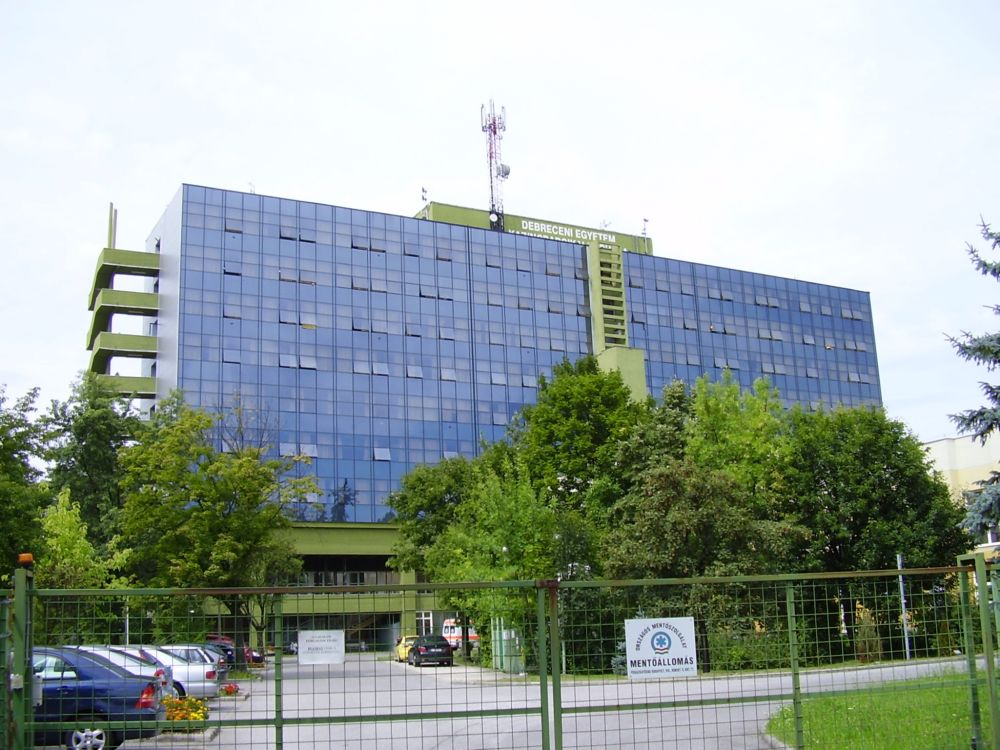
Kazincbarcikai Kórház Nonprofit Kft.
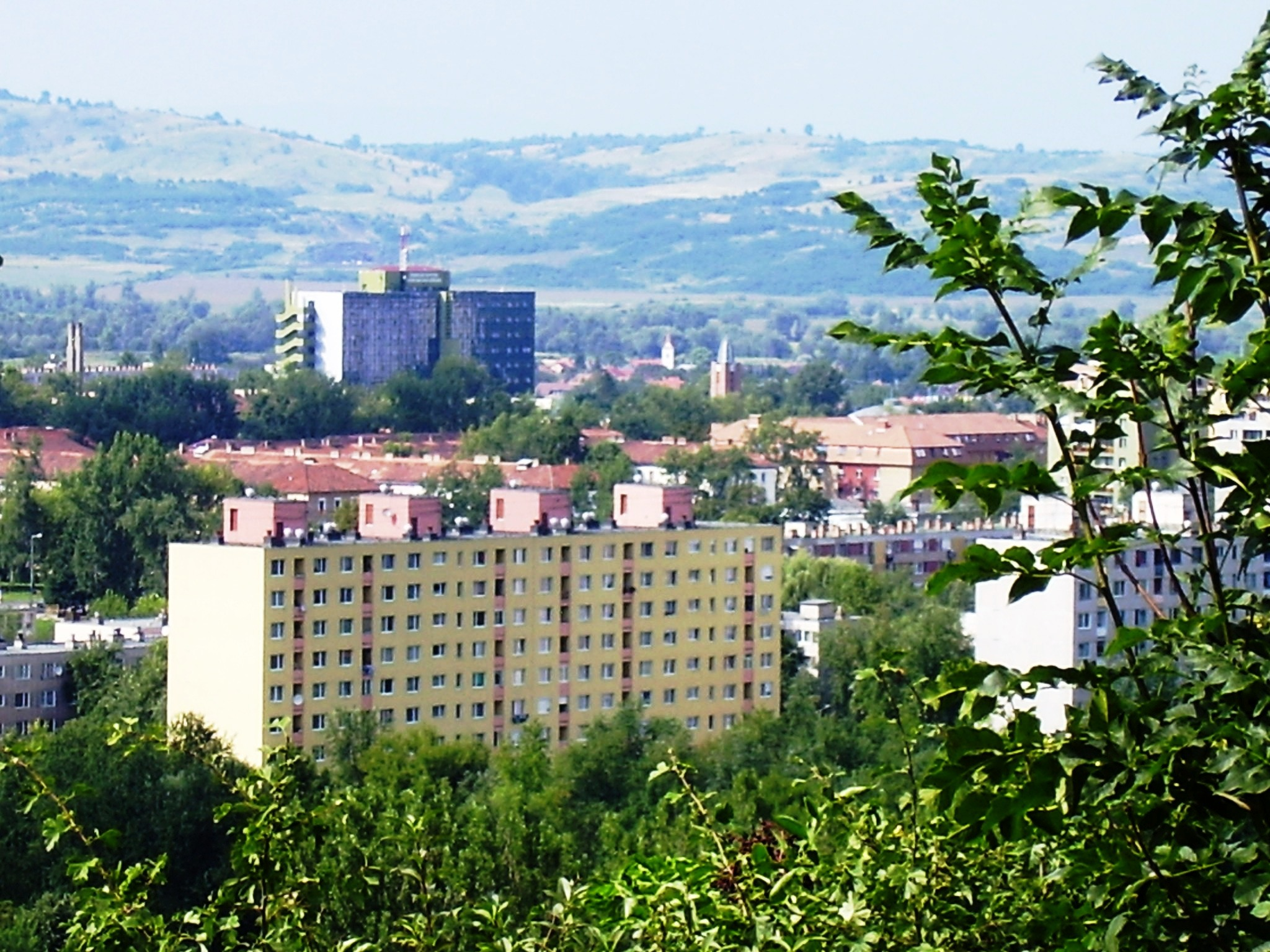
Kazincbarcika látképe a Várdombról 2011-ben
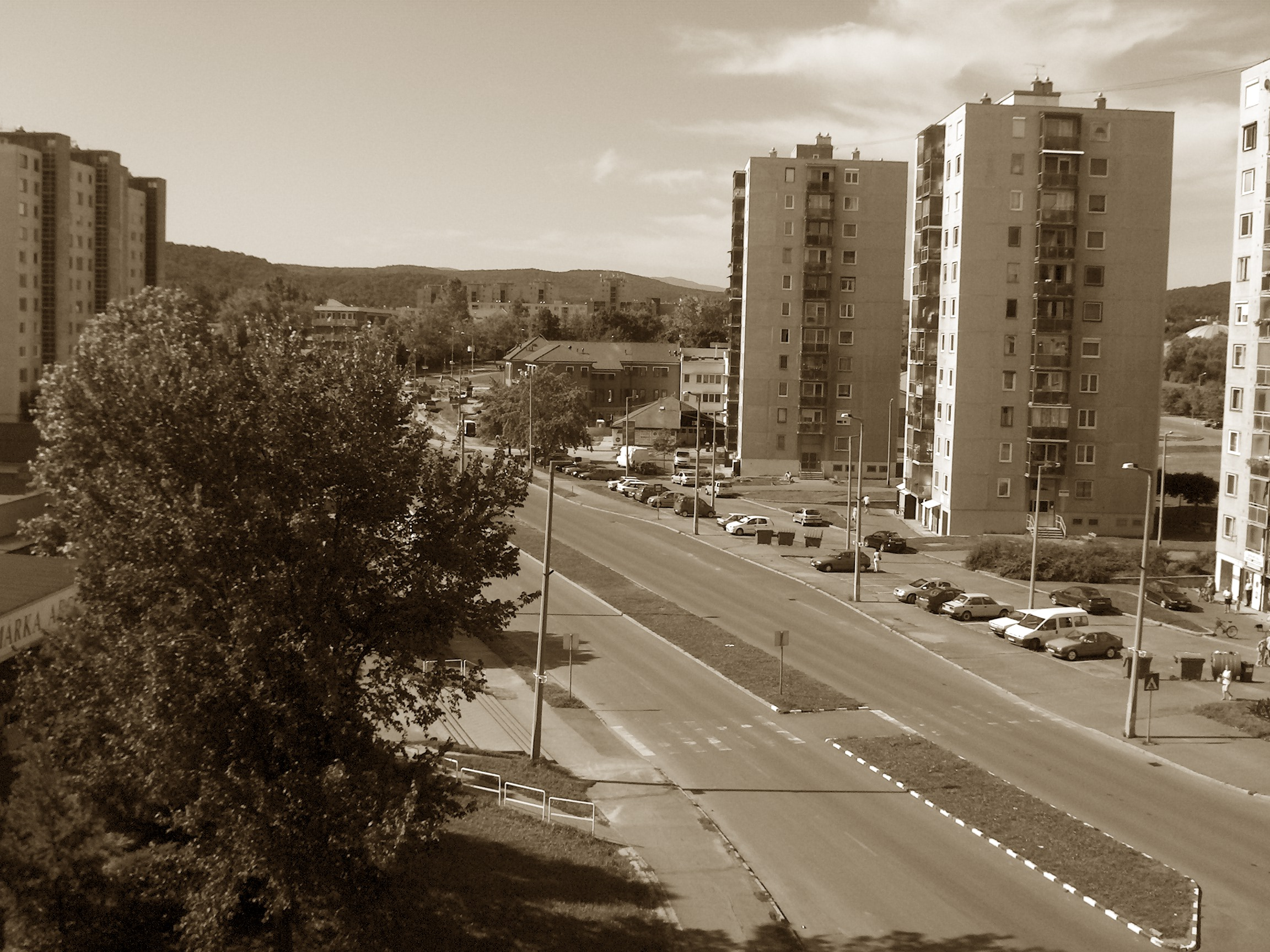
Kazincbarcika látképe 2004-ben
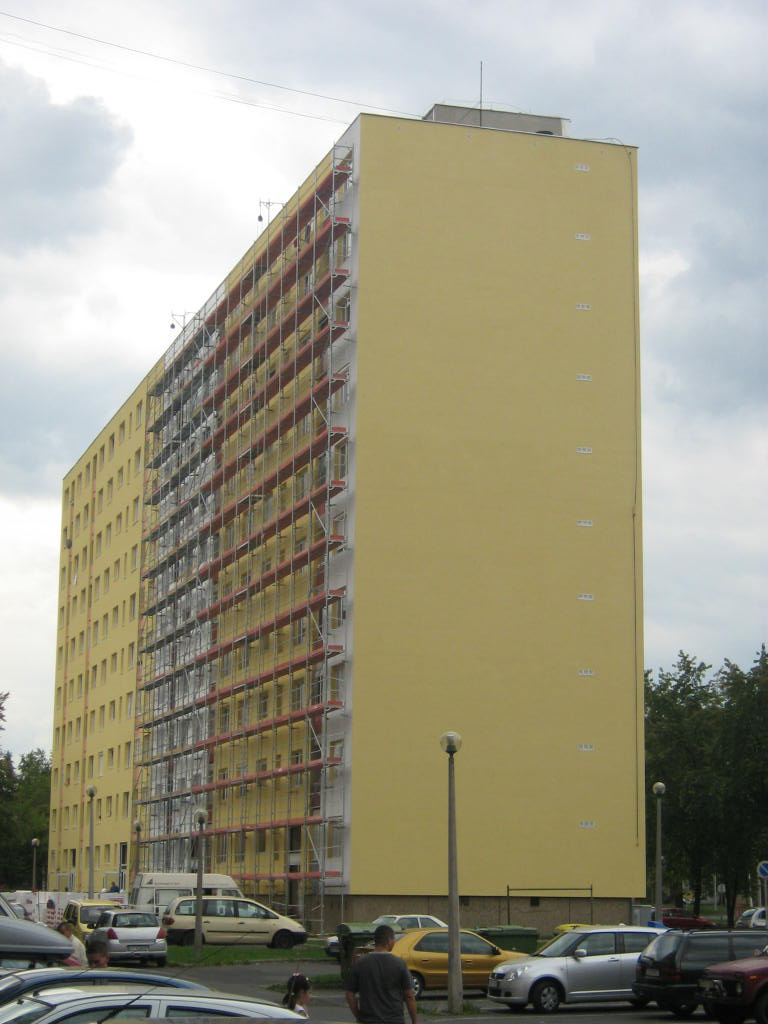
A panelprogram során 2007-ben felújított épület
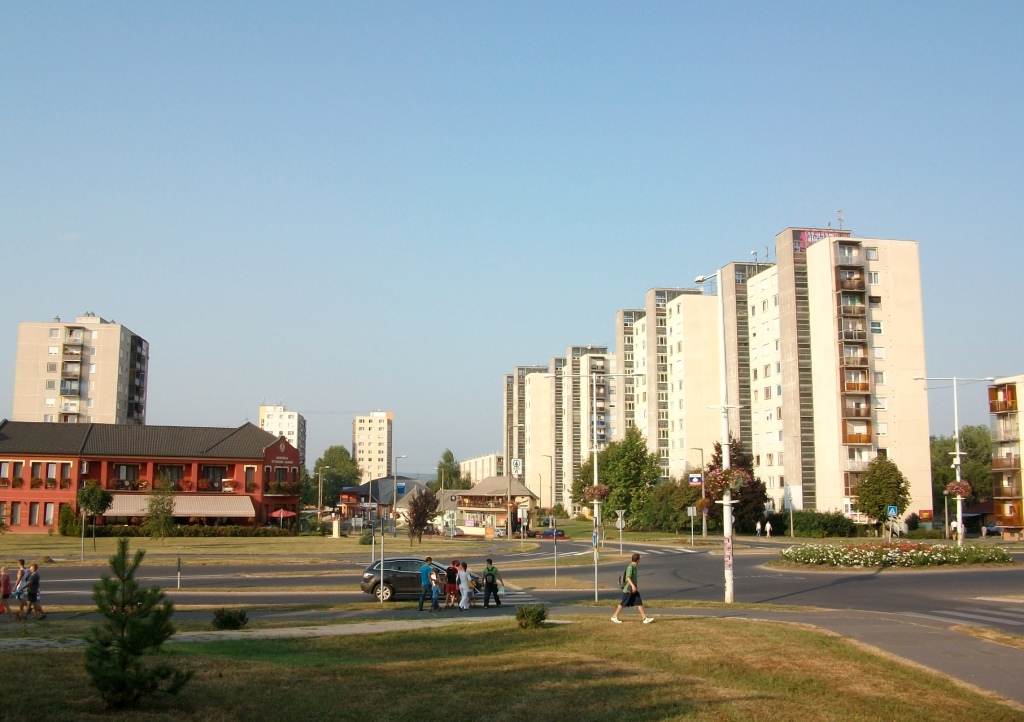
A körforgalom az Egressy Béni út és a Jószerecsét út kereszteződésében 2011-ben

### Légi felvételek

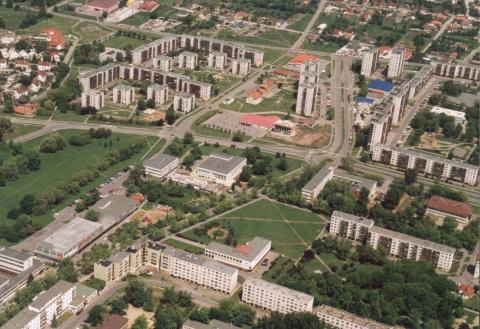
A belváros (2007 november)
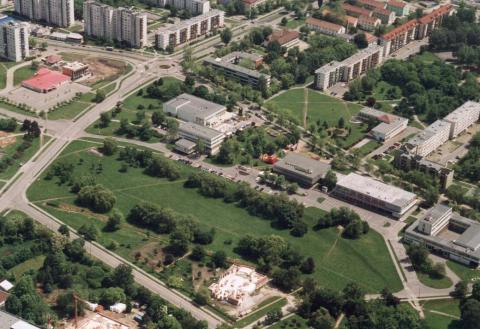
A belváros (2007 november)
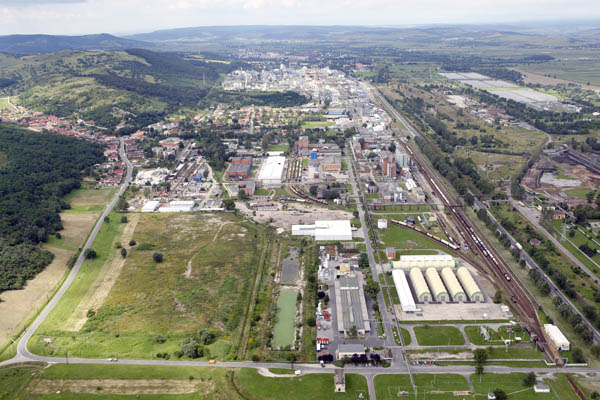
A BorsodChem Zrt., Berente (balra) és Kazincbarcika (fent)
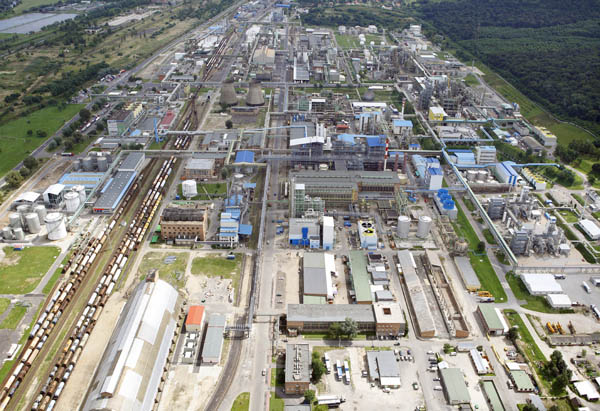
A BorsodChem Zrt. (2010)
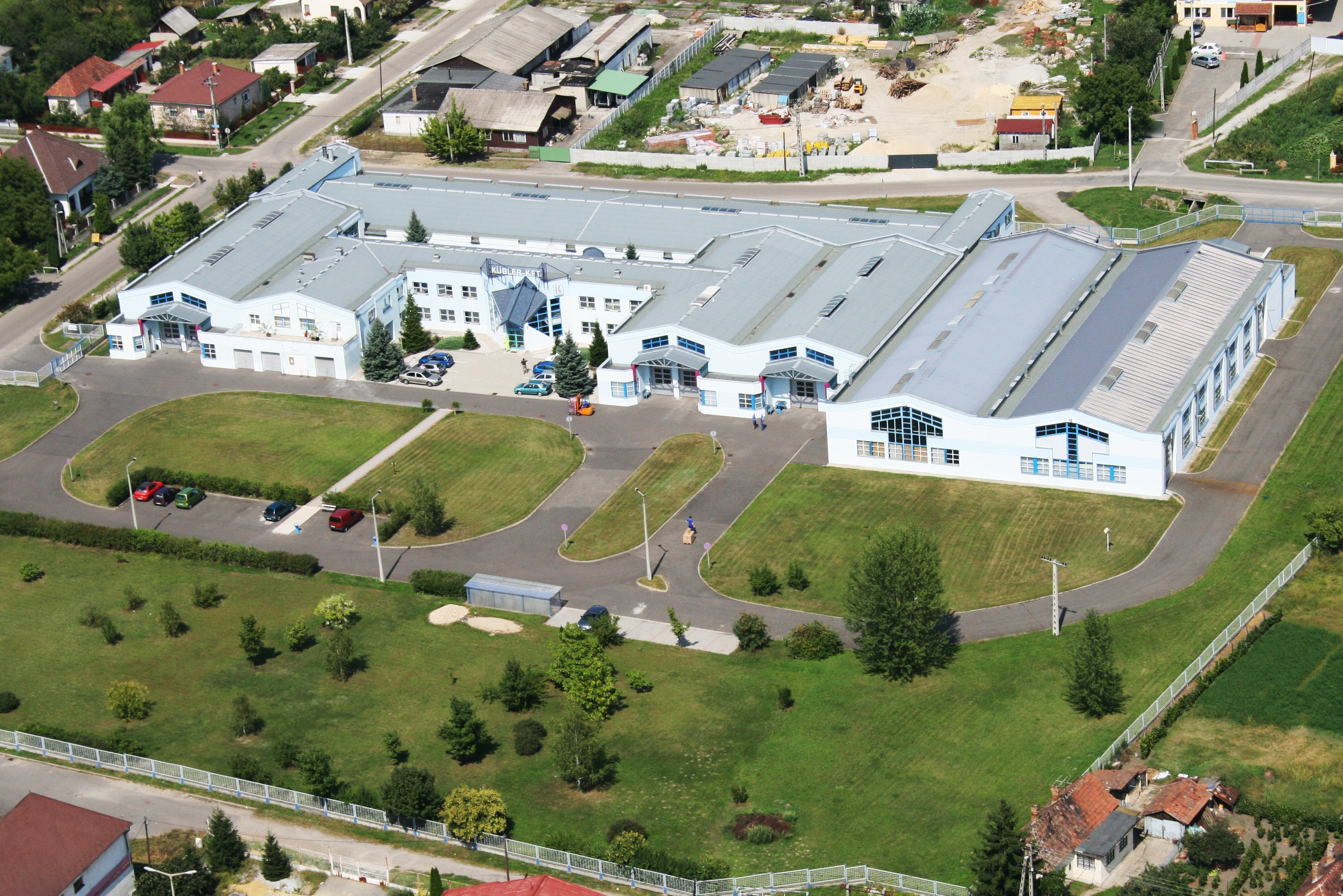
A Kübler Kft. (2012)